# Wojsko Polskie (II RP)
Wojsko Polskie – formacja zbrojna odrodzonego państwa polskiego w latach 1918–1939.

## Rodowód

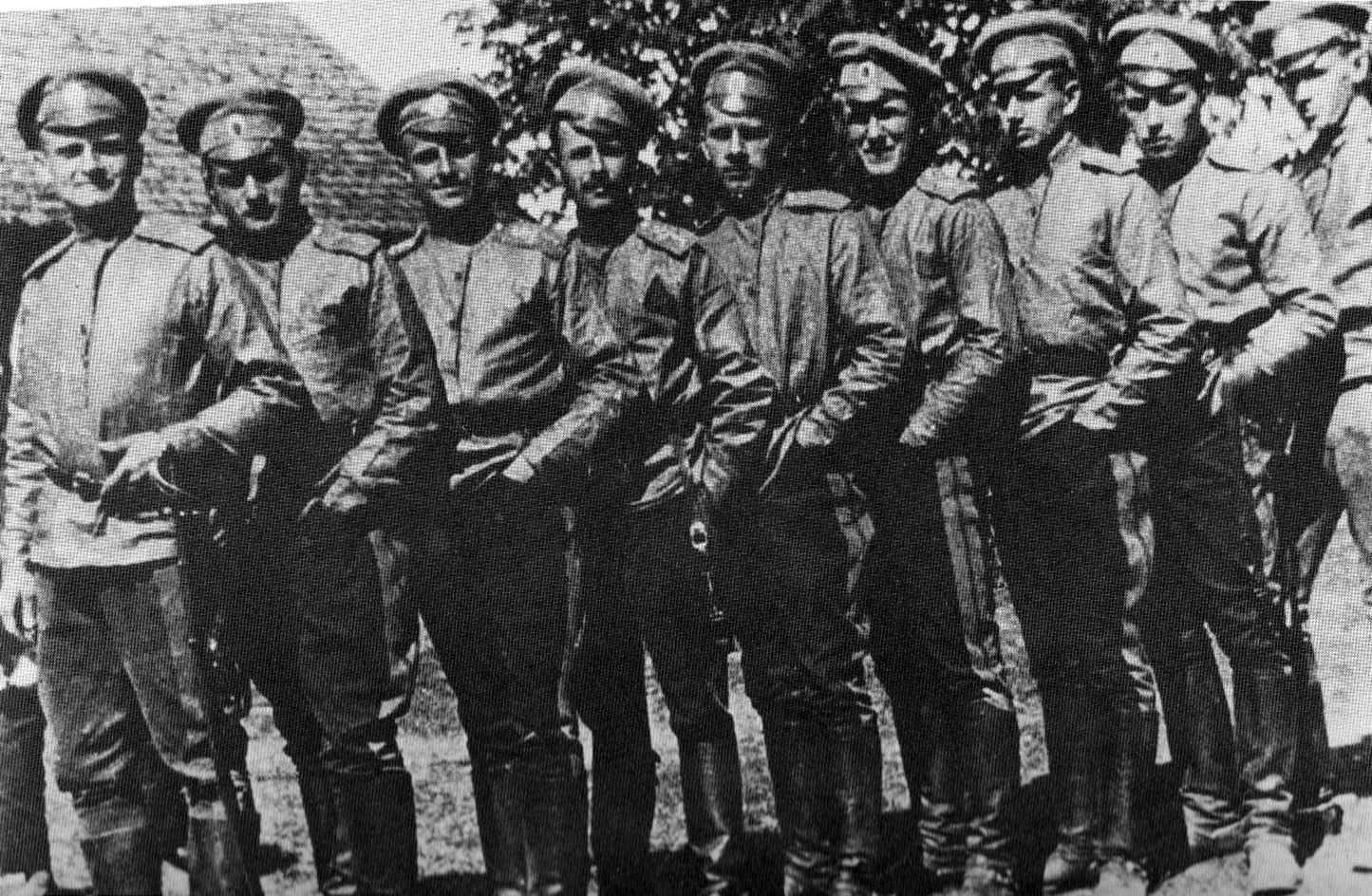
Oficerowie Legionu Puławskiego

Wybuch I wojny światowej spowodował, że olbrzymia część żołnierzy – Polaków z ziem poszczególnych zaborów – zmuszona była stanąć w szeregach obcych armii.
Poza tymi wojskami powstały także polskie oddziały ochotnicze, walczące bądź po stronie państw koalicyjnych, bądź centralnych.
We Francji powstał oddział „bajończyków”, a w Rosji – Legion Puławski. Były to jednak jednostki małe. Pierwszy przestał istnieć na skutek strat, a drugi nie mógł się rozwijać z uwagi na uwarunkowania polityczne.
Większym zawiązkiem Wojska Polskiego niepodległej Rzeczypospolitej były Legiony Polskie. Kadrą tych formacji byli członkowie konspiracyjnych stowarzyszeń wojskowych. Od 1908 istniał Związek Walki Czynnej. W roku 1910 powstały powiązane z ZWC dwie jawne organizacje, Związek Strzelecki i Towarzystwo „Strzelec”. Natomiast w roku 1911 z inicjatywy Organizacji Młodzieży Niepodległościowej „Zarzewie” powstały Drużyny Strzeleckie. Kolejną organizacją były Drużyny Bartoszowe utworzone w roku 1908 z inicjatywy Wawrzyńca Dayczaka.
Obok Legionów Polskich liczącą się siłą było Wojsko Polskie na Wschodzie, w tym organizowane od 1917 roku Korpusy Polskie w Rosji. Stanowiły one znaczną część kadry odrodzonego w listopadzie 1918 r. Wojska Polskiego.

### Legiony Polskie

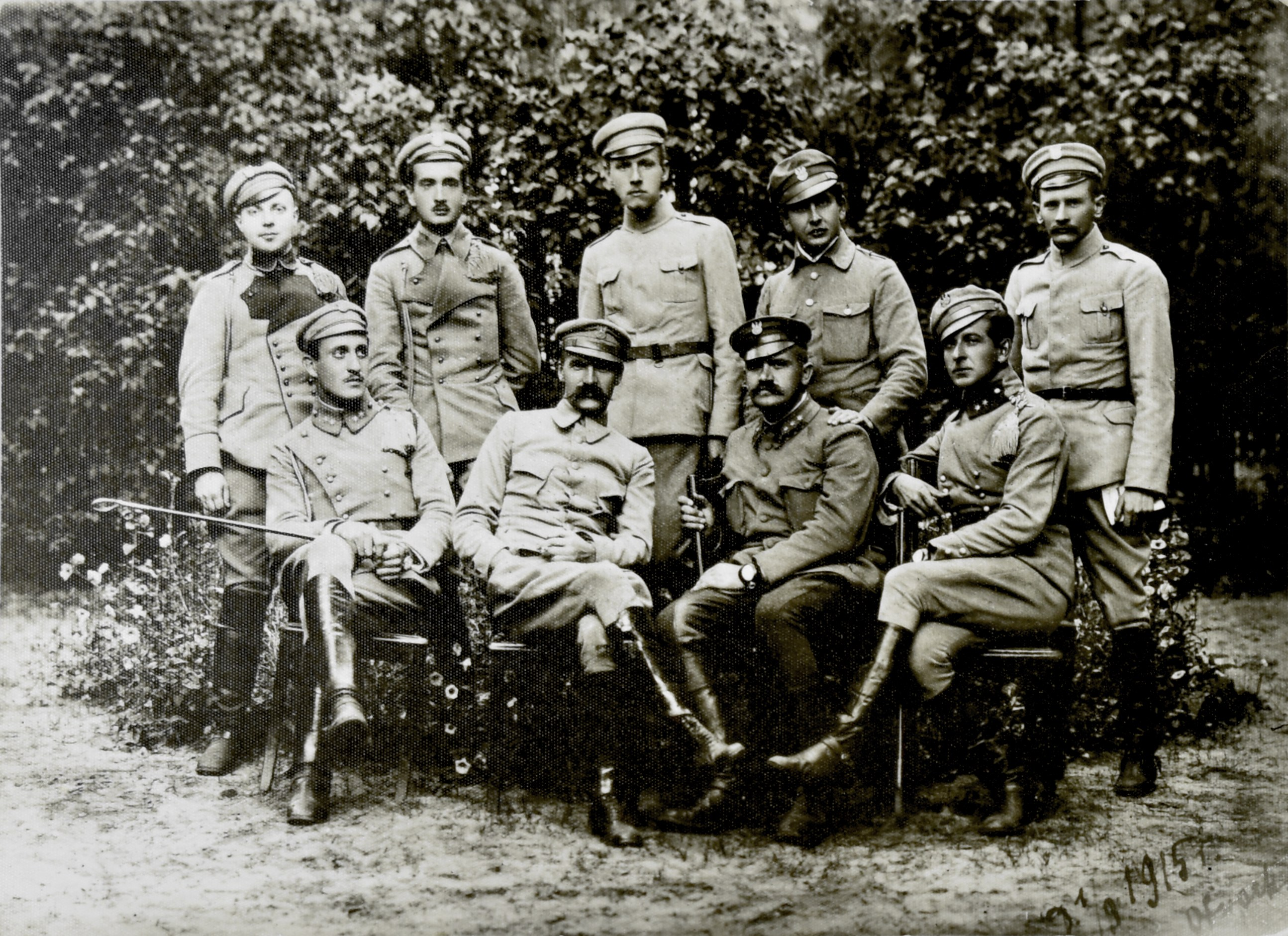
Oficerowie Legionów w sierpniu 1915

16 sierpnia 1914 r. zostały utworzone przy armii austro-węgierskiej Legiony Polskie, od 20 września 1916 r. przemianowane na Polski Korpus Posiłkowy.
Na wiosnę 1917 r., w wyniku kryzysu przysięgowego oddziały Legionów zostały rozformowane. Obywatele Rosji, którzy odmówili złożenia przysięgi, zostali internowani, zaś obywatele austro-węgierscy – wcieleni do wojska austro-węgierskiego. Żołnierze z Królestwa, którzy złożyli przysięgę weszli w skład Polskiej Siły Zbrojnej, zaś Polski Korpus Posiłkowy, wraz z wchodzącą w jego skład II Brygadą, został przekazany dowództwu Armii Austro-Węgier i przeniesiony do Bukowiny.
Równocześnie rozpoczęło się tworzenie Polskiej Organizacji Wojskowej, która przygotowywała się do walki zbrojnej przeciw mocarstwom centralnym.

### Korpusy Polskie w Rosji

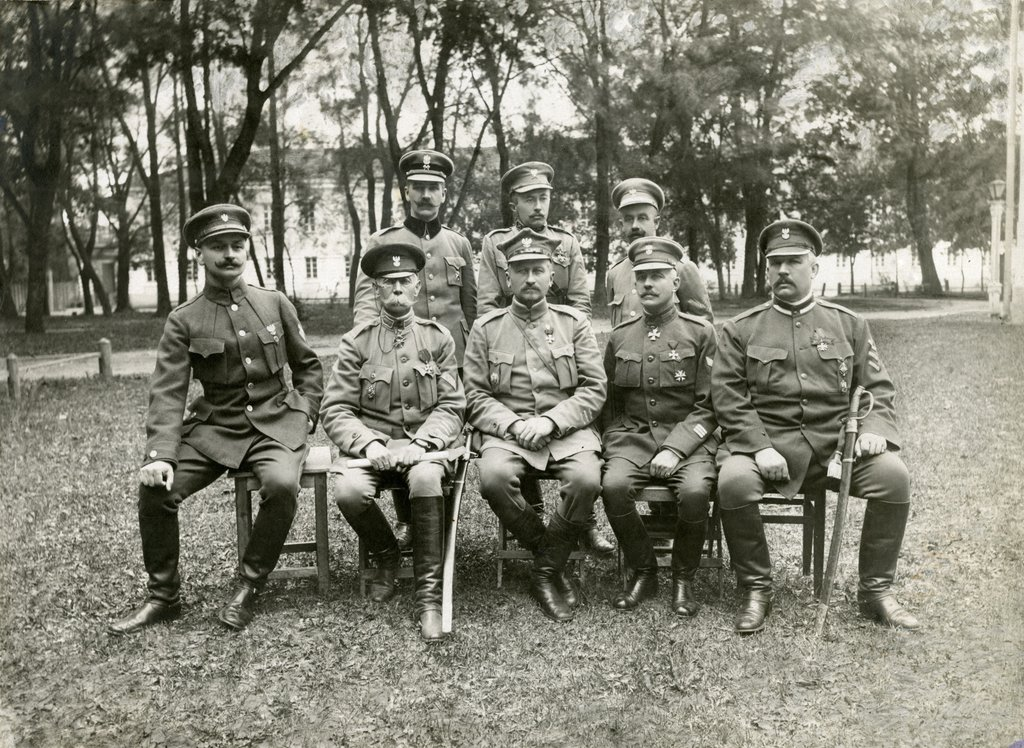
Gen. Józef Dowbor-Muśnicki i sztab I Korpusu Polskiego w Rosji

Po rewolucji lutowej i obaleniu caratu w Rosji na wiosnę 1917 formują się korpusy polskie. Ich tworzeniem kierował powołany w czerwcu 1917 Naczelny Polski Komitet Wojskowy (Naczpol).
W 1917 na Białorusi powstał I Korpus Polski pod dowództwem gen. Józefa Dowbora-Muśnickiego. W 1918 liczył początkowo ok. 29 tys. żołnierzy, później ok. 23,5 tys. W tym samym roku I Korpus uznał zwierzchnictwo Rady Regencyjnej. W lutym i marcu 1918 r. Dowborczycy toczyli ciężkie walki o Bobrujsk z bolszewikami zakończone zwycięstwem żołnierzy polskich. 21 maja 1918 wobec skomplikowanej sytuacji politycznej Korpus został rozbrojony przez Niemców.
W grudniu 1917 w Besarabii powstał II Korpus, z którym w marcu 1918 połączyła się II Brygada płk Józefa Hallera. Liczył on wówczas 7 tys. ludzi. Dowodził nim Jan Stankiewicz, a od kwietnia 1918 – płk Haller. W maju 1918 II Korpus został otoczony przez wojska niemieckie pod Kaniowem i po całodziennej walce zmuszony do kapitulacji.
Na początku 1918 z oddziałów polskich na Ukrainie sformowano liczący ok. 3 tys. żołnierzy III Korpus Polski, dowodzony przez gen. Eugeniusza de Henning-Michaelisa. Formacja ta walczyła na Ukrainie z bolszewikami, po czym w czerwcu 1918 została rozbrojona przez Austriaków.
W 1918 w Odessie utworzono oddziały polskie pod dowództwem kpt. S. Skrzyńskiego, liczące ok. 1,5 tys. ludzi, nazywane również IV Korpusem, rozwiązane po próbie rozbrojenia ich przez Austriaków. Część żołnierzy korpusów polskich stała się zalążkiem 4. i 5. dywizji strzeleckich oraz oddziału murmańskiego, utworzonych w lecie 1918.

### Błękitna Armia

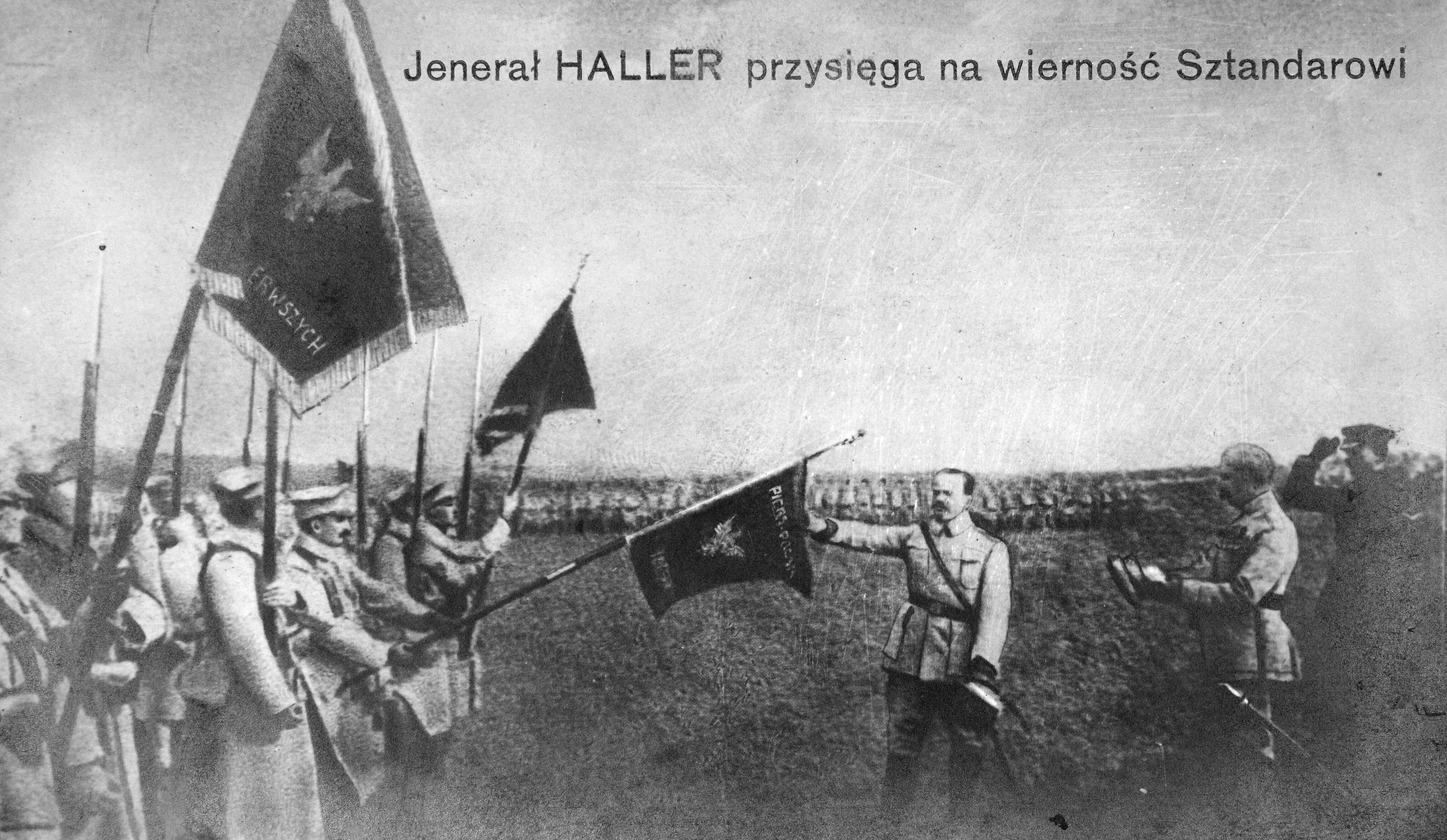
Gen. Józef Haller przysięga na sztandar Armii Polskiej we Francji

Latem 1917 rozpoczęło się formowanie Armii Polskiej we Francji (nazywanej potocznie Błękitną Armią).
Armia została zorganizowana na zasadzie zaciągu ochotniczego we Francji spośród Polaków służących w wojsku francuskim, polskich jeńców wojennych z armii państw centralnych, a także z polskiej emigracji z Francji, Stanów Zjednoczonych, Kanady i Brazylii. Pierwszym dowódcą był Francuz gen. Louis Archinard, od 4 października 1918 armią dowodził gen. Józef Haller.
We Włoszech, ze skromnego Legionu utworzonego z jeńców – Polaków z armii austriackiej, utworzono pułki, które przewiezione do Francji wzmocniły Błękitną Armię.
Na Syberii tworzyła się dywizja pod dowództwem gen. Waleriana Czumy. Formalnie wchodziła ona w skład armii gen. Hallera jako 5 Dywizja Syberyjska.

### Wojska wielkopolskie

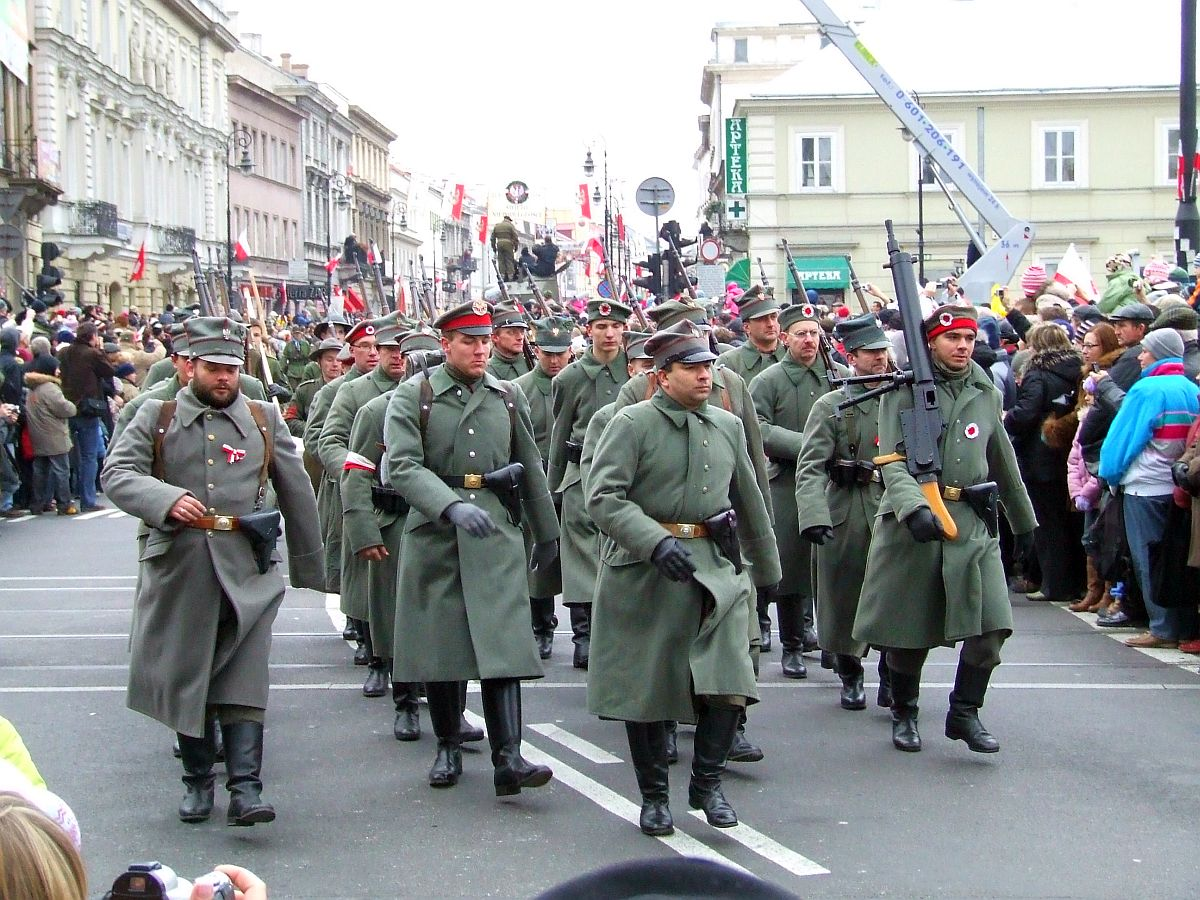
Powstańcy wielkopolscy – rekonstrukcja 2007

Układ rozejmowy w Compiègne nie doprowadził do wyzwolenia Wielkopolski.
Nastąpiła jednak daleko idąca aktywizacja społeczeństwa wielkopolskiego. Umożliwiła ona częściową polonizację władz lokalnych. Wysiłki mające na celu opanowanie garnizonów wojskowych nie dały jednak spodziewanego wyniku i społeczeństwo wielkopolskie było zmuszone do tworzenia od podstaw własnych sił zbrojnych.
Poczynaniom tym sprzyjał rozkaz pruskiego ministra wojny w sprawie powołania oddziałów Służby i Straży Bezpieczeństwa. Wszędzie tam, gdzie przeważała ludność polska, miały one w rzeczywistości polski charakter.
Oddziały wchodzące w skład tej organizacji stanowiły zaczątek sił zbrojnych, które 27 grudnia 1918 rozpoczęły w Poznaniu akcję powstańczą. W toku działań zbrojnych rozwinęły się one w wojska wielkopolskie, na których czele 16 stycznia stanął gen. Józef Dowbor-Muśnicki, były dowódca I Korpusu Polskiego.

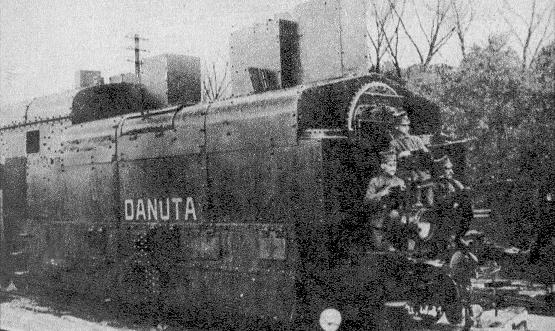
Pociąg pancerny powstańców wielkopolskich „Danuta” w 1919 roku

Kadra dowódcza formowanej armii została w poważnym stopniu obsadzona przez oficerów byłych polskich formacji organizowanych w Rosji. Świetną kadrę podoficerską stanowili Polacy z armii niemieckiej.
Wiosną 1919 wydano dekrety o poborze kolejnych roczników. Stworzyło to możliwość uzupełnienia istniejących już batalionów oraz nowych oddziałów. Sformowano 12 pułków strzelców wielkopolskich. Nastąpiła też reorganizacja terytorialnych władz wojskowych. Wielkopolskę podzielono na trzy okręgi wojskowe, a rozlokowane w nich oddziały scalono w 3 dywizje strzelców wielkopolskich.
W maju 1919 siły wojsk wielkopolskich zostały podporządkowane Naczelnemu Dowództwu Wojska Polskiego. Początkowo miało to charakter poufny. Oddziały wielkopolskie, liczące wówczas około 72 000 żołnierzy, były już jednak traktowane jako część składowa Wojska Polskiego, które wkraczało na wyższy stopień organizacji.

### Wojsko Litwy Środkowej

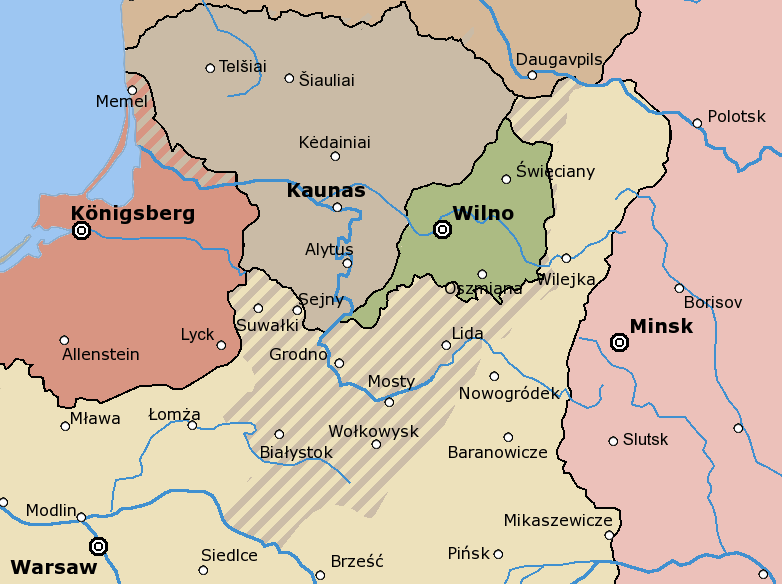
Terytorium Litwy Środkowej

Wraz z ogłoszeniem przez generała Lucjana Żeligowskiego powstania Litwy Środkowej, wojsko, którym dowodził i które brało udział w „buncie”, stało się automatycznie Wojskiem Litwy Środkowej.
Wojsko to w rzeczywistości stanowiło zawsze autonomiczną część sił zbrojnych Rzeczypospolitej.
Już we wrześniu 1921 zaczęto przemianowywać pułki Wojsk Litwy Środkowej zgodnie z numeracją ustaloną dla całości Wojska Polskiego. Miński Pułk Strzelców przyjął nazwę 86 pułku piechoty, a 2 pap został przemianowany na 29 pułk artylerii polowej. Jesienią 1921 1. i 2. Dywizja Piechoty Litewsko-Białoruskiej otrzymały numerację 19 DP i 29 DP.
Gdy w kwietniu 1922 Litwa Środkowa zjednoczyła się z Polską, znaki formalnej odrębności Wojska Litwy Środkowej praktycznie już nie istniały.

## Formowanie Wojska Polskiego

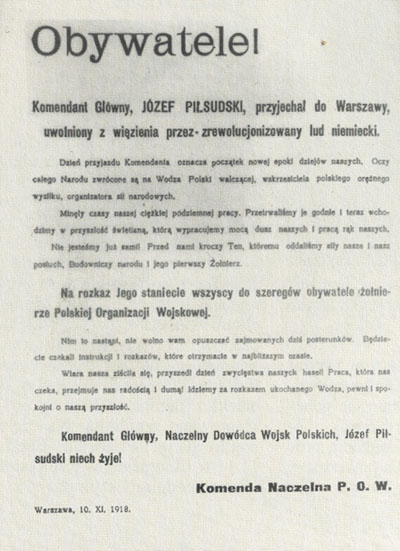
Obwieszczenie o przybyciu Piłsudskiego do Warszawy 10 listopada 1918

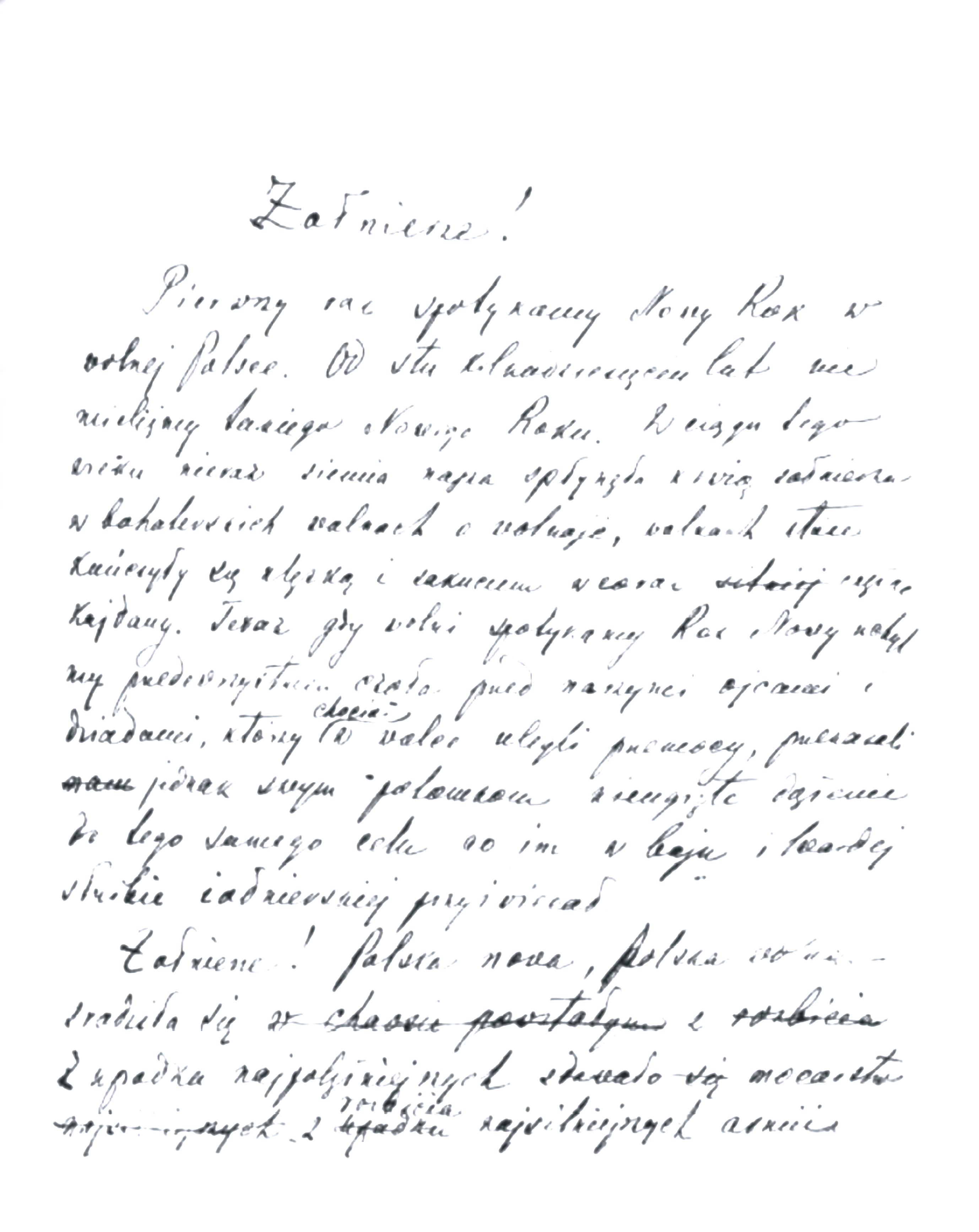
Faksymile rękopisu pierwszej strony rozkazu noworocznego J. Piłsudskiego z 1 stycznia 1919

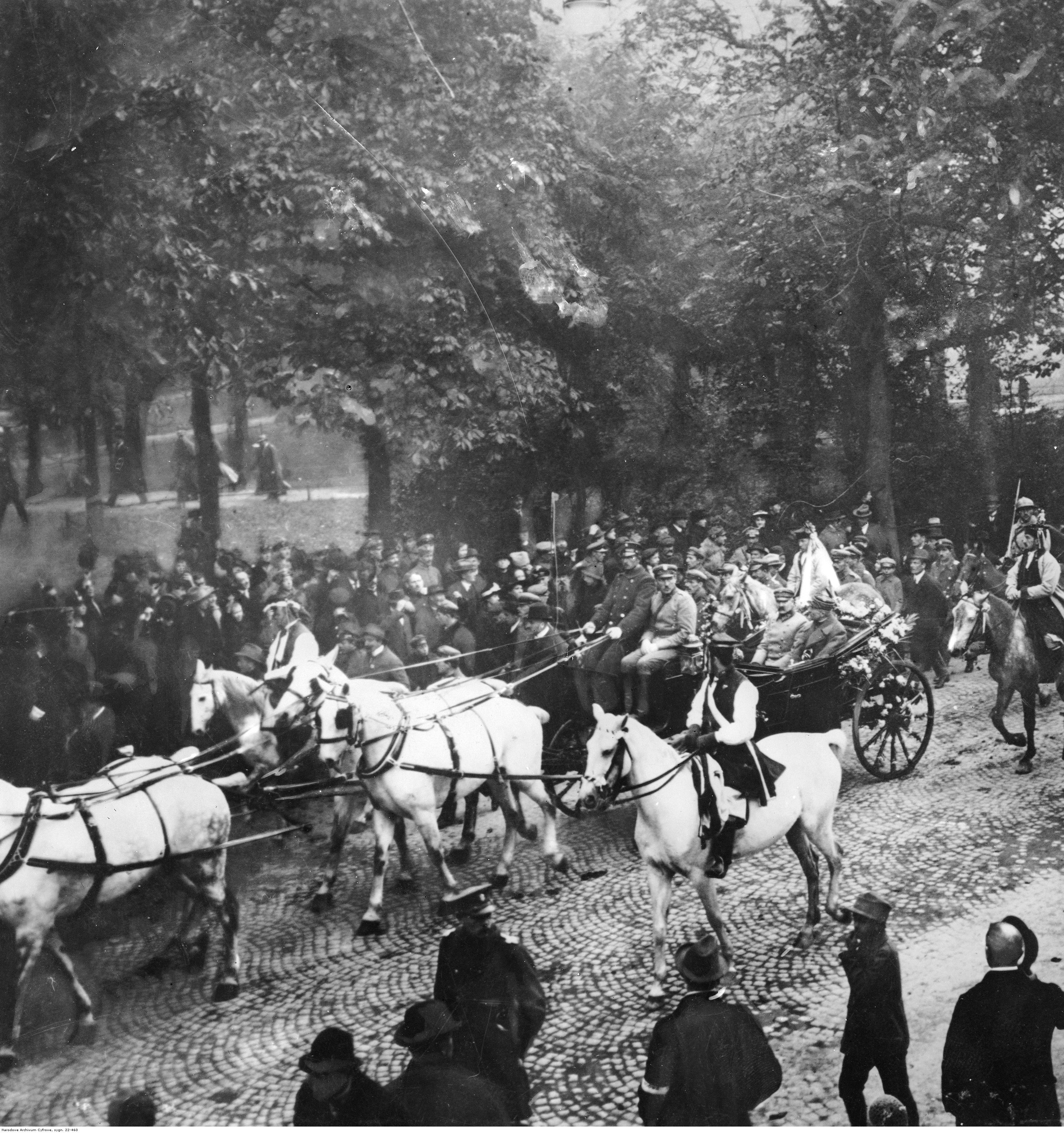
Święto Zjednoczenia Armii Polskiej. Kraków, rok 1919

Formowanie jednostki Wojska Polskiego odbywało się w skomplikowanej sytuacji politycznej. Natrafiało na poważne trudności natury organizacyjno-kadrowej. Miało dość często charakter improwizowany i spontaniczny. Niekiedy wymuszane było zmieniającymi się warunkami zewnętrznymi, jak i wewnętrznymi odradzającego się państwa.
Na przełomie października i listopada 1918 gotową formację kadrową stanowiła tylko Polska Siła Zbrojna, złożona z dwóch pułków piechoty i różnych oddziałów pomocniczych.
Zdecydowano się na pobór żołnierzy byłych polskich formacji wojskowych oraz członków tajnych organizacji.
Możliwości werbunkowe były bardzo dogodne. Szeregi POW liczyły ponad 30 000 członków. W kraju znajdowało się przeszło 15 000 byłych legionistów i ponad 20 000 żołnierzy zdemobilizowanych w Rosji.
Zasadnicze rezerwy mobilizacyjne stanowili mieszkańcy byłego Królestwa Polskiego i Polacy służący w szeregach obcych wojsk. W dalszej przyszłości można było liczyć ponadto na Polaków służących jeszcze w formacjach wojskowych w Rosji oraz na żołnierzy z wojska gen. Hallera we Francji.
Formowanie odrodzonego wojska polskiego napotykało trudności związane z dezercjami i uchylaniem się poborowych od służby wojskowej. Już w 1919 r. wydawane były zarządzenia o prowadzeniu obław na dezerterów. Tylko w maju 1920 na terenie woj. kieleckiego schwytanych zostało ponad 2000 dezerterów i poborowych uchylających się od służby wojskowej.
W związku z uchwałą Sejmu z 17 czerwca 1919 r. oficerami mogli być tylko obywatele polscy narodowości polskiej (wykluczało to mianowanie na stopnie oficerskie np. obywateli żydów).

### Naczelne władze Wojska Polskiego
28 października 1918 roku szefem powołanego trzy dni wcześniej Sztabu Generalnego Wojska Polskiego został gen. Tadeusz Rozwadowski. Z chwilą objęcia tego stanowiska rozpoczął on organizowanie centralnych instytucji wojskowych oraz nowych oddziałów Wojska Polskiego.
11 listopada 1918 zwierzchnią władzę nad wojskiem przejął Józef Piłsudski jako naczelny wódz. Nastąpiła dalsza organizacja naczelnych władz wojskowych: Ministerstwa Spraw Wojskowych i Sztabu Generalnego WP.
Z pierwszego rozkazu do Wojska Polskiego wydanego 12 listopada 1918 przez Józefa Piłsudskiego (pisownia oryginalna):
„Żołnierze!
Obejmuję nad Wami komendę w chwili, gdy serce w każdym Polaku bije silniej i żywiej, gdy dzieci naszej ziemi ujrzały słońce swobody w całym jej blasku. Z Wami razem przeżywam wzruszenie tej godziny dziejowej, z Wami razem ślubuję życie i krew swoją poświęcić na rzecz dobra Ojczyzny i szczęścia Jej obywateli.
Żołnierze! W ciągu wojny światowej w różnych miejscach i warunkach tworzyły się próby formacyj wojskowych polskich. Przy kalectwie – zdawało się – nieuleczalnym naszego Narodu próby nawet, gdy były szczytne i bohaterskie były z konieczności karle i jednostronne. Pozostałością tych stosunków jest niejednolitość szkodliwa wojsku. Liczę na to, że każdy z Was potrafi siebie przezwyciężyć i zdobędzie się na wysiłek dla usunięcia różnic i tarć, klik i zaścianków w wojsku, dla szybkiego wytworzenia poczucia koleżeństwa i ułatwienia pracy. …
Chciałbym, … abym mógł zdając sprawę ze swych czynności przed narodem, powiedzieć sumiennie o sobie i o Was, że byliśmy nie tylko pierwszymi, ale i dobrymi żołnierzami zmartwychwstałej Polski.
Rozkaz ten przeczytać przed frontem podwładnych mi oddziałów.”

### Ministerstwo Spraw Wojskowych
W skład ministerstwa wchodziły określone jednostki organizacyjne zajmujące się różnymi dziedzinami spraw wojskowych. Były to departamenty: Mobilizacji i Uzupełnień, Techniczno-Komunikacyjny, Gospodarczy, Artylerii, Szkolnictwa Wojskowego, Prawno-Wojskowy i Sekcja Ogólna.
Od 1919 w jego skład weszły kolejne departamenty: Personalny, Spraw Morskich (rozwinięty z dawnej sekcji Marynarki Wojennej), do Spraw Koni i Taborów oraz Informacyjny.
Przy ministerstwie powołano ponadto instytuty: Wojskowo-Techniczny, Wojskowo-Geograficzny oraz Główny Urząd Zaopatrzenia Armii.
W drugiej połowie 1919 nastąpiła kolejna reorganizacja ministerstwa. W jej wyniku zostały powołane generalne inspektoraty: Piechoty, Jazdy i Artylerii oraz inspektoraty: Budynków Wojskowych, Wojsk Łączności, Wojsk Kolejowych, Szkół Wojennych, Inżynierii i Saperów, Wojsk Lotniczych, Wojsk Taborowych, Wojsk Samochodowych, Żandarmerii, Straży Granicznej oraz Obozów Jeńców.
Ministrami byli kolejno: płk Jan Wroczyński, gen. Józef Leśniewski i gen. Kazimierz Sosnkowski.

### Sztab Generalny WP

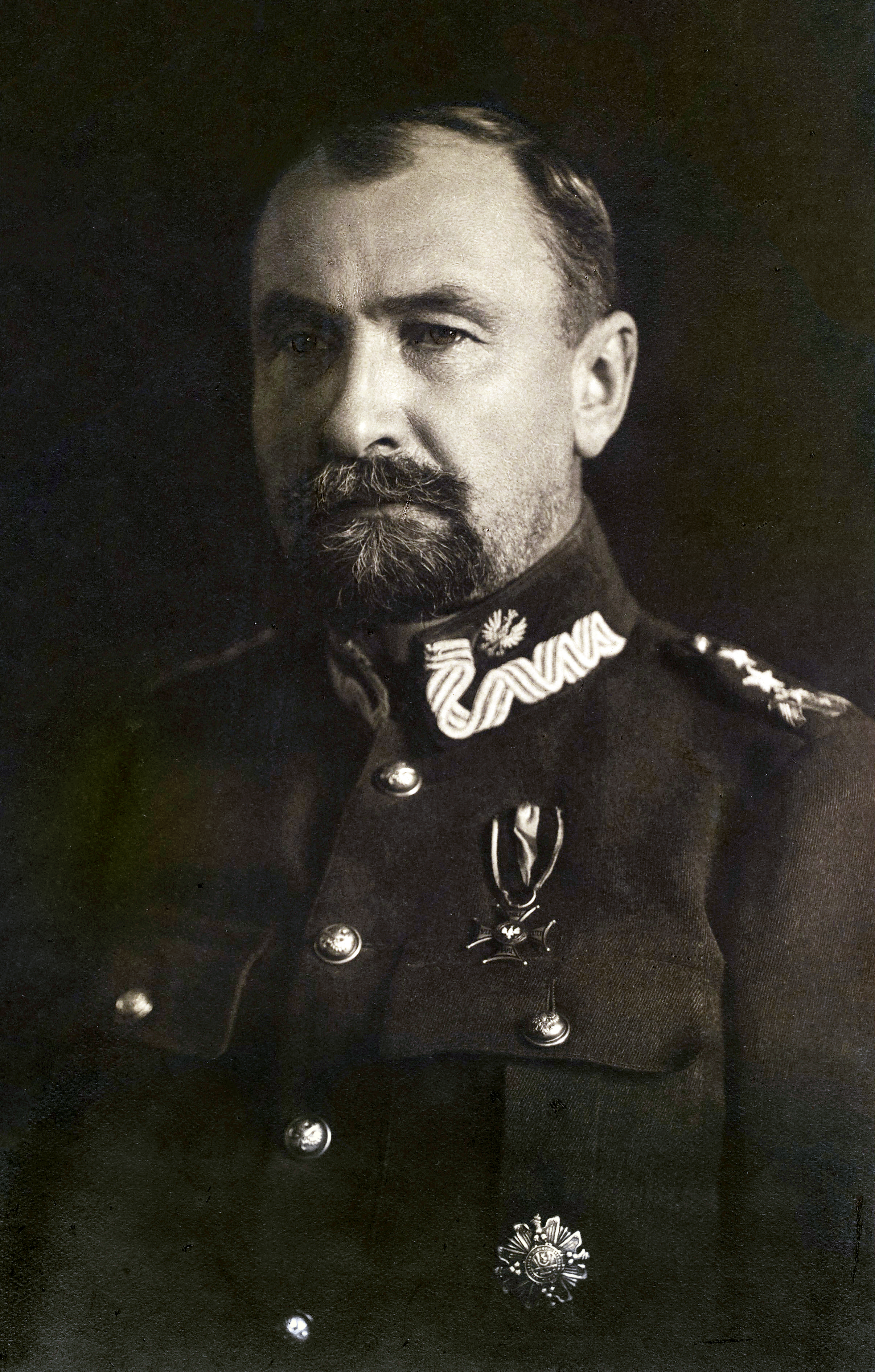
Gen. Tadeusz Rozwadowski

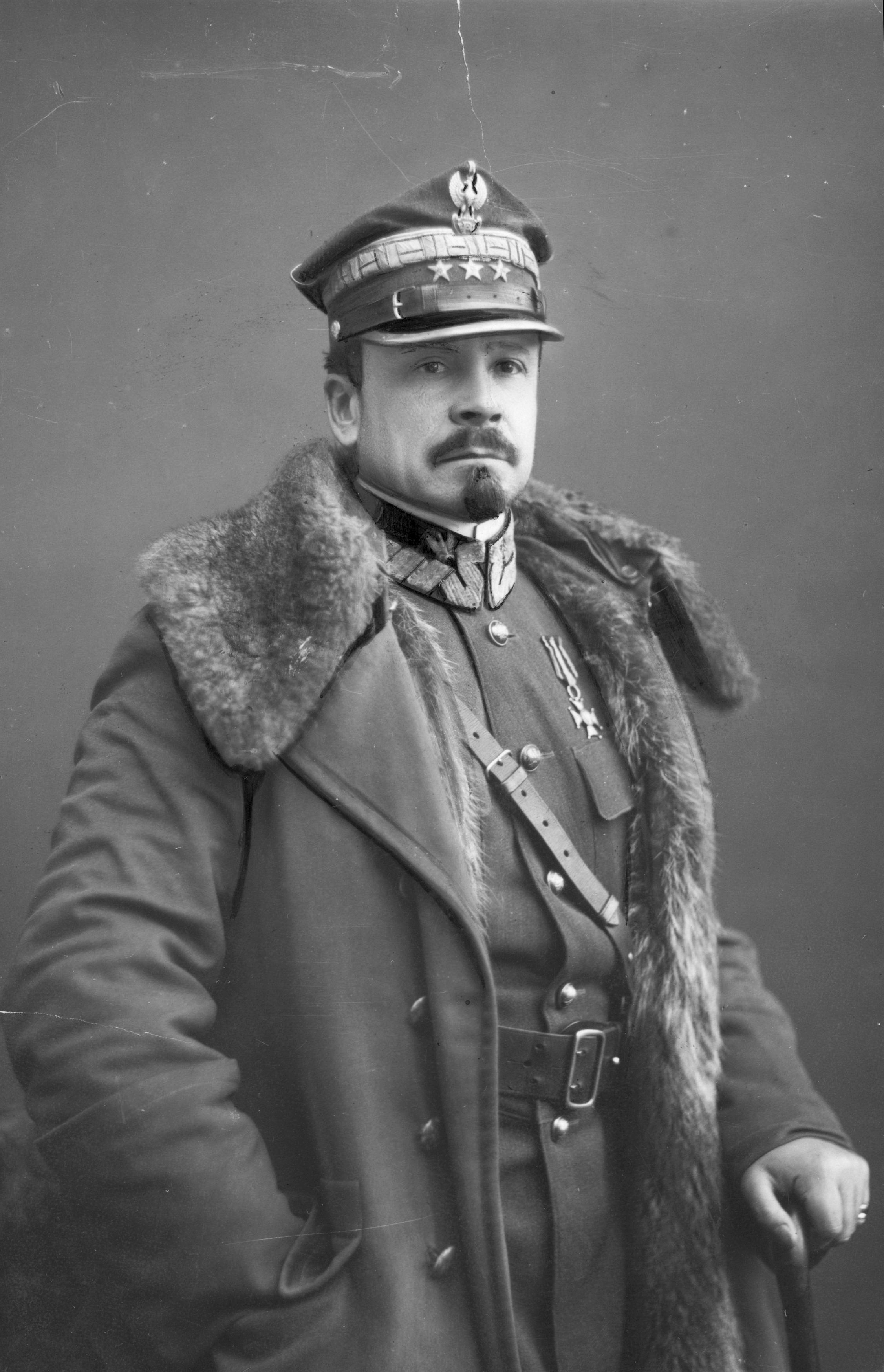
Gen. Józef Haller

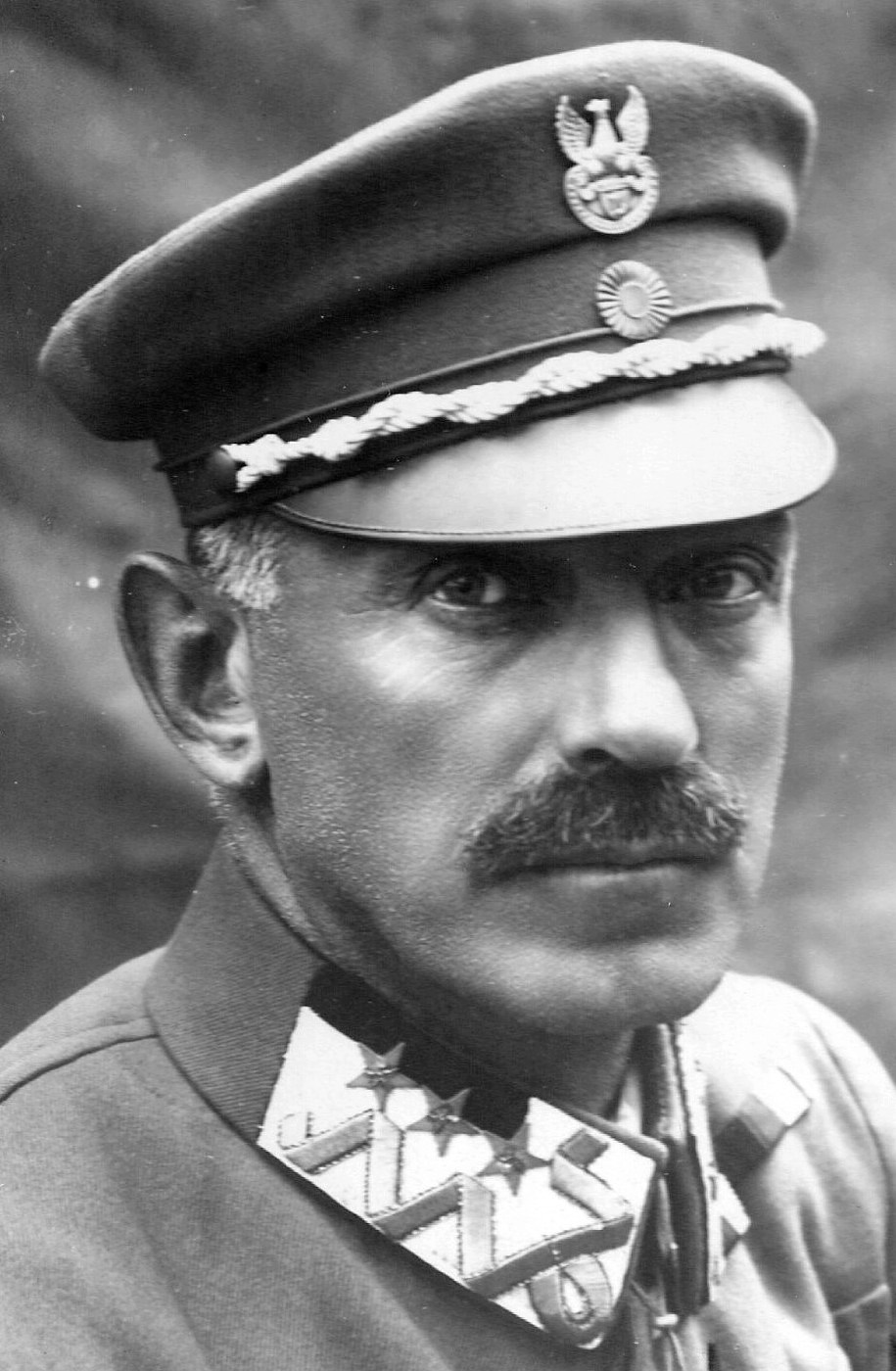
Gen. Stanisław Szeptycki

Pierwszym szefem Sztabu Generalnego Wojska Polskiego powołanego przez Radę Regencyjną 25 października 1918 roku został gen. Tadeusz Rozwadowski. Rozpoczął on formowanie zalążków polskiego wojska. Od 16 listopada 1918 Rozwadowskiego zastąpił gen. Szeptycki. Sztab Generalny funkcjonował wówczas w składzie dziesięciu wydziałów.
Były to: I Organizacyjny, II Łączności, III Kolejowy, IV Techniczny, V Demobilizacyjny, VI Informacyjny, VII Naukowy, VIII Geograficzny, IX Personalny i Adiutantura.
Od 7 lutego 1919 funkcję Szefa Sztabu Generalnego Wojska Polskiego sprawował płk Stanisław Haller, a od lipca 1920 ponownie gen. Tadeusz Rozwadowski.

### Tworzenie jednostek bojowych

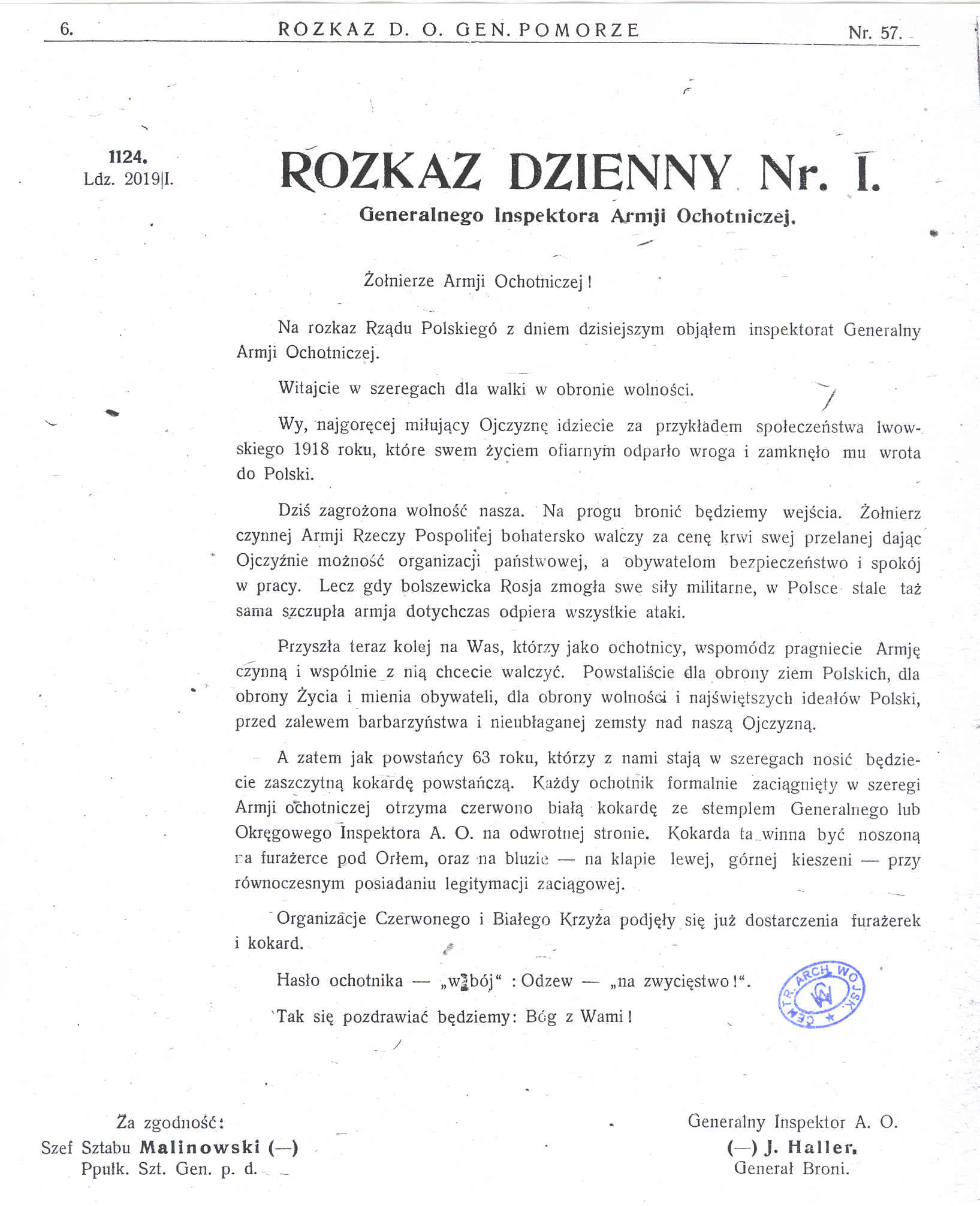
Rozkaz Dzienny Nr 1

#### Wielkie jednostki
Licząc się z istniejącymi możliwościami materialnymi, przystąpiono na wiosnę 1919 do tworzenia dziesięciu dywizji piechoty, Dywizji Litewsko-Białoruskiej, brygady górskiej i pięciu brygad jazdy. Każdą dywizję piechoty miały stanowić cztery pułki piechoty. Sformowano 40 pułków piechoty, 4 pułki piechoty litewsko-białoruskiej i 2 pułki górskie: a ponadto 2 pułki szwoleżerów i 13 pułków ułanów.
W połowie 1919 zdecydowano o zjednoczeniu wojska narodowego w jednolity organizm. Chodziło o scalenie formacji z trzech zaborów.
Józef Piłsudski, od pierwszych dni powołania Wojska Polskiego, dążył do zatarcia różnic pomiędzy żołnierzami odmiennych szkół wojskowych byłych wojsk zaborczych i różnych organizacji powstałych podczas I wojny światowej. Dlatego wydał rozkaz, który dla przypieczętowania półrocznego braterstwa broni tworzył zewnętrzny symbol zjednoczenia wojska, poprzez nałożenie na kołnierze kurtek oficerskich i żołnierskich srebrnego wężyka, który do tego czasu nosili wyłącznie oficerowie pochodzący z Legionów. Oto treść tego rozkazu, zamieszczonego w „Dzienniku Rozkazów Wojskowych” z dnia 29 maja 1919 (pisownia oryginalna):
„Walcząc od 6 miesięcy ramię przy ramieniu, zawarły oddziały Wojska Polskiego, czy to powstałe z Legionów Polskich, czy z oficerów i żołnierzy byłych armii zaborczych, ściśle krwią i trudami żołnierskimi przypieczętowane braterstwo broni.
Tak, jak im jeden cel przyświeca i jeden ich rozkaz prowadzi: wola narodu i obrona Ojczyzny, tak też stali się oni jednolitym wojskiem polskim.
By i zewnętrznie zaznaczyć jedność, dając wyraz tej woli całego wojska do zatarcia różnic, nakazuję wszystkim oficerom i żołnierzom Wojska Polskiego nałożenie odznaki, noszonej dotychczas na kołnierzu przez formację Legionów Polskich.
Niech ten historyczny znak, którego świętą tradycję podjęły Legiony, stanie się od dziś odznaką całego Wojska Polskiego.
Naczelnik Państwa
Józef Piłsudski.
Dnia 23 maja 1919 r.”
Na terytorium państwa polskiego transportem kolejowym przyjechały z bronią formacje armii gen. Hallera. W połowie czerwca 1919 z Odessy przez Rumunię przedostała się również 4 Dywizja Strzelców gen. Żeligowskiego.
Poszczególne dywizje piechoty otrzymały jednolitą numerację. Dywizje sformowane w kraju otrzymały numery od 1 do 9. W skład 10 Dywizji Piechoty weszły kadry 4 Dywizji Strzelców gen. Żeligowskiego, a jej pułki otrzymały miano „Strzelców Kaniowskich”. Jej jazda częściowo zasiliła 6 pułk ułanów, a częściowo utworzyła nowy – 14 pułk ułanów.
Rozkazem z 1 września 1919 dywizje Armii gen. Hallera otrzymały numery 11–13 oraz dostarczyły kadr pozwalających na utworzenie 18 Dywizji Piechoty i na rozwinięcie brygady podhalańskiej w dywizję górską.
Dywizje wojsk wielkopolskich – numery 14, 15, 17, a brygada jazdy numer VII. Numer 16 otrzymała dywizja sformowana na Pomorzu w pierwszych tygodniach 1920.
Dywizja Litewsko-Białoruska została rozwinięta w dwie wielkie jednostki.
Zjednoczone Wojsko Polskie na przełomie lat 1919–1920 dysponowało więc 21 dywizjami piechoty, 7 brygadami jazdy, formacjami artylerii oraz oddziałami wszystkich broni i służb. W formacjach skierowanych na front oraz w oddziałach rozmieszczonych w kraju służyło około 600 tys. żołnierzy.

#### Jednostki ochotnicze
5 lipca 1920 powołano Generalny Inspektorat Armii Ochotniczej i przystąpiono do tworzenia formacji, która składałaby się z ochotników niezobowiązanych do świadczenia służby wojskowej. Początkowe zamierzenia, obliczone na utworzenie dodatkowej Armii Ochotniczej, zostały jednak zmodyfikowane. Ograniczono się do formowania pułków, które mogły być użyte w działaniach bojowych jako wzmocnienie dywizji piechoty. Formowano też bataliony ochotnicze i kierowano je do poszczególnych pułków jako uzupełnienie strat osobowych.
Ostatecznie utworzono czteropułkową Dywizję Ochotniczą walczącą całością sił, ponadto 5 pełnych pułków ochotniczych i 22 pułki sformowane częściowo. Tych ostatnich użyto jako uzupełnienia oddziałów regularnych oraz kilku oddziałów specjalnych (nie w rozumieniu sił specjalnych).

#### Jednostki rezerwowe
Zimą 1920 przystąpiono do dalszej rozbudowy Wojska Polskiego. Planowano rozwinięcie batalionów zapasowych poszczególnych pułków piechoty w pułki rezerwowe. Żołnierzy miał dostarczyć pobór sześciu nowych roczników. Planowano utworzyć 65 tego typu pułków. Po ich scaleniu w brygady miała powstać silna armia rezerwowa, przeznaczona do działań w odwodzie i na drugorzędnych odcinkach frontu.
Z uwagi na ciężką sytuację gospodarczą nowo powołanego państwa, plan ten zrealizowano częściowo. Zdołano utworzyć 25 pułków rezerwowych. Większość z nich istniała tylko przez okres przejściowy. Ich stan osobowy był wykorzystywany do uzupełnienia strat walczących na froncie pułków piechoty. Pewna liczba pułków rezerwowych brała jednak udział w działaniach zbrojnych walcząc całością sił.
Wojsko Polskie w szczytowym okresie swego rozwoju w powijakach, w październiku 1920 miało w swoich szeregach ponad 900 000 żołnierzy. Składało się ze wszystkich rodzajów broni i służb, w tym lotnictwa i broni pancernych. Osiągnięto to m.in. dzięki pomocy wojskowej okazywanej przez mocarstwa Ententy, a głównie Francję.

## W walce o granice

### Na kresach południowo-wschodnich

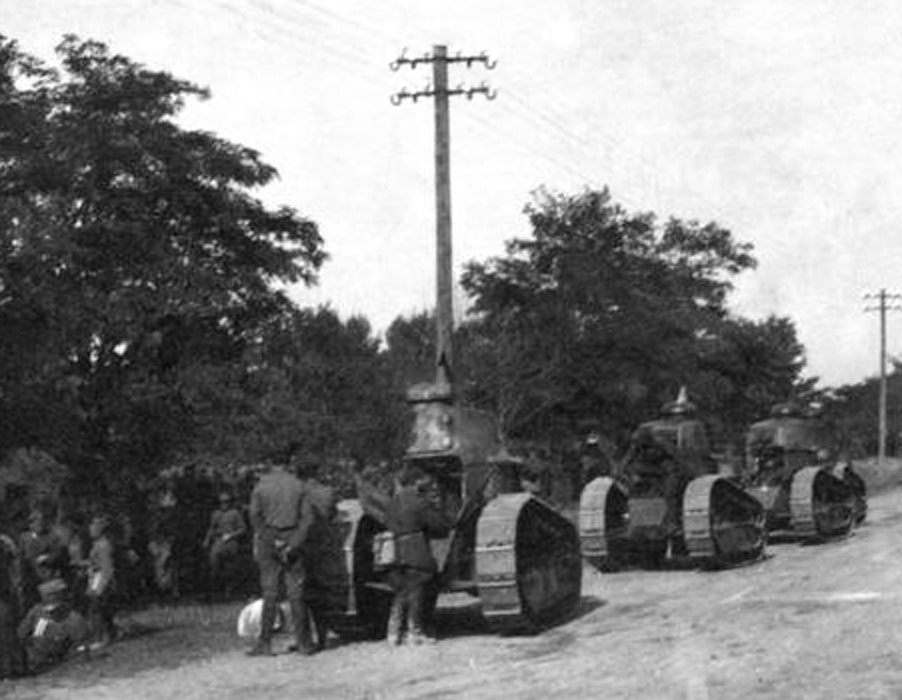
Czołgi FT-17 1 Pułku we Lwowie w 1919 roku w czasie wojny polsko-ukraińskiej

W konflikcie zbrojnym o przynależność państwową Galicji Wschodniej, zamieszkanej głównie przez Polaków i Ukraińców stronami były: proklamowana 1 listopada 1918, przez społeczeństwo ukraińskie Galicji Wschodniej, Zachodnioukraińska Republika Ludowa po jednej stronie oraz polskie społeczeństwo Lwowa i lokalny lwowski Komitet Ochrony Dobra i Porządku Publicznego (po 23 listopada Tymczasowy Komitet Rządzący), a po 11 listopada (w rzeczywistości 22 listopada) odrodzone państwo polskie, po drugiej. W konflikt zaangażowała się na Pokuciu Rumunia.

### Wojna polsko-bolszewicka

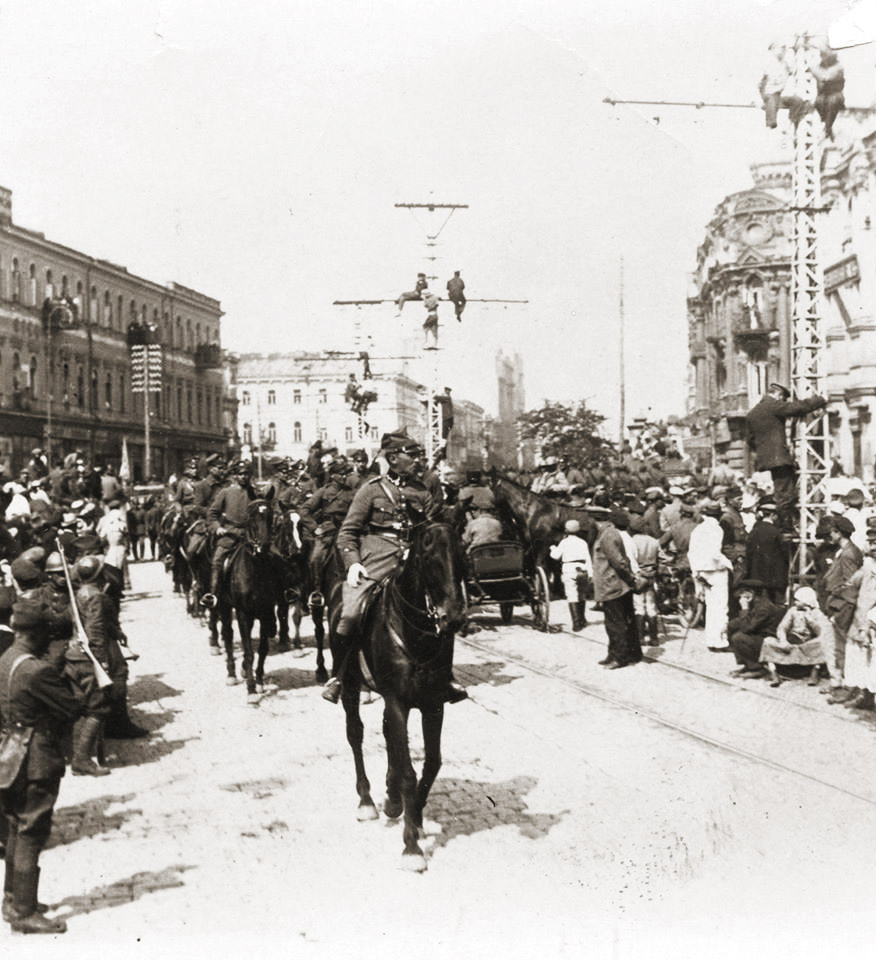
Wojsko Polskie wkracza do Kijowa w 1920 roku

Wojna pomiędzy odrodzoną Rzecząpospolitą Polską (II RP), a Rosyjską Federacyjną Socjalistyczną Republiką Radziecką (RFSRR), dążącą do podboju europejskich państw i przekształcenia ich w republiki sowieckie, zgodnie z ideologią, doktryną polityczną i programem politycznym Rosyjskiej Partii Komunistycznej (bolszewików) (RKP(b)) i jej deklarowanymi celami politycznymi, określanymi jako „rewolucja z zewnątrz”.

### Bój o Wilno

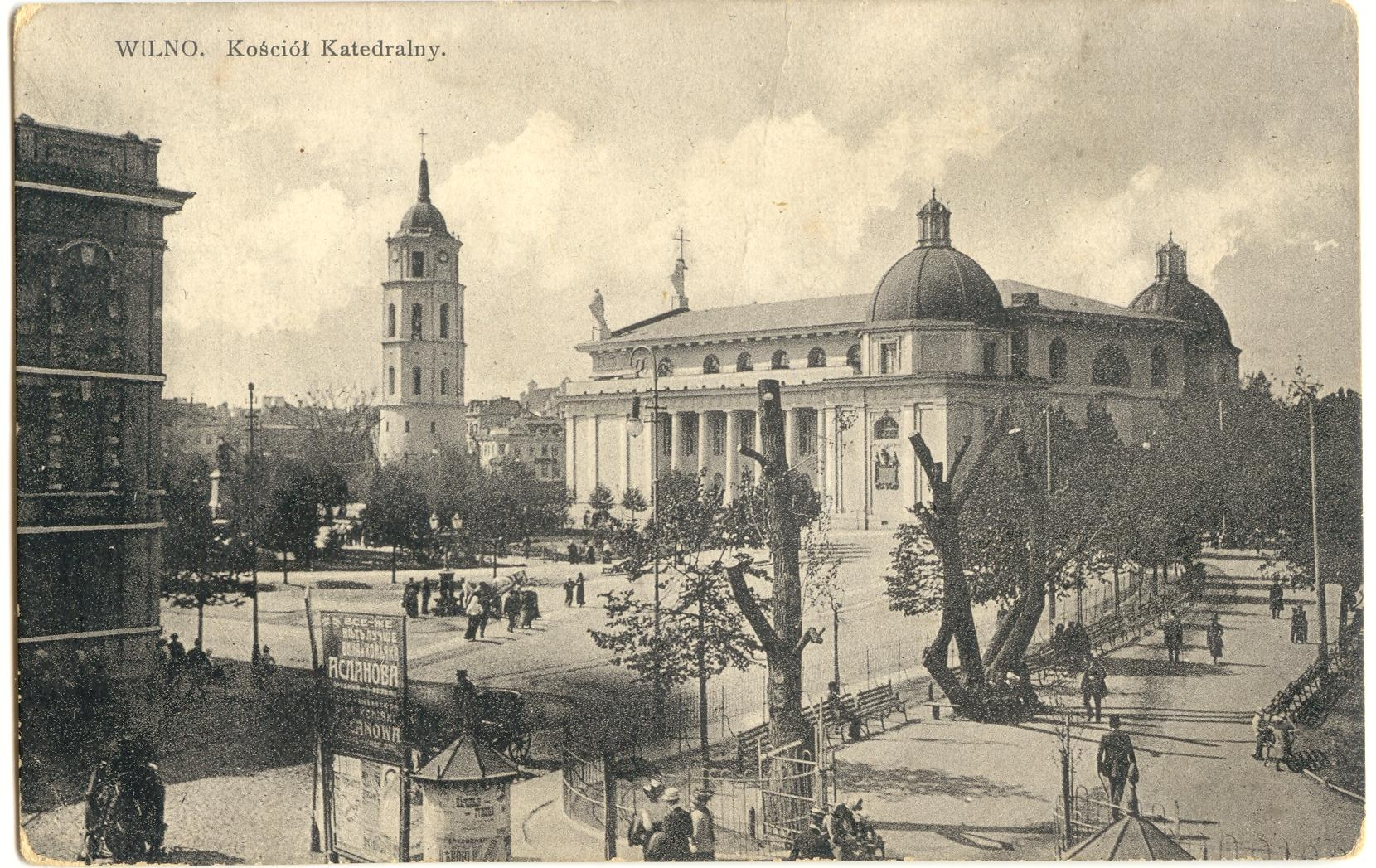
Wilno na początku XX wieku

Pod koniec wojny polsko-bolszewickiej 1920, gdy wojska polskie przechodziły do kontrofensywy znad Niemna, do Polski powracały ziemie utracone uprzednio na rzecz Armii Czerwonej.
Po zwycięstwach wojsk polskich w bitwach nad Wisłą i nad Niemnem, bolszewicy, pragnąc wciągnięcia Polaków do konfliktu z Litwą, 27 sierpnia przekazali Wilno Litwinom.
Tymczasem w kraju odezwały się głosy, żądające przyłączenia Wileńszczyzny do Polski. Przedstawiciele niemal wszystkich partii politycznych byli w tym przypadku zgodni.
Józef Piłsudski miał olbrzymie zaufanie do gen. Lucjana Żeligowskiego. Pochodził on, podobnie jak Naczelnik Państwa, z Wilna. Jemu postawił nietypowe dla żołnierza zadanie, upozorowanie buntu.

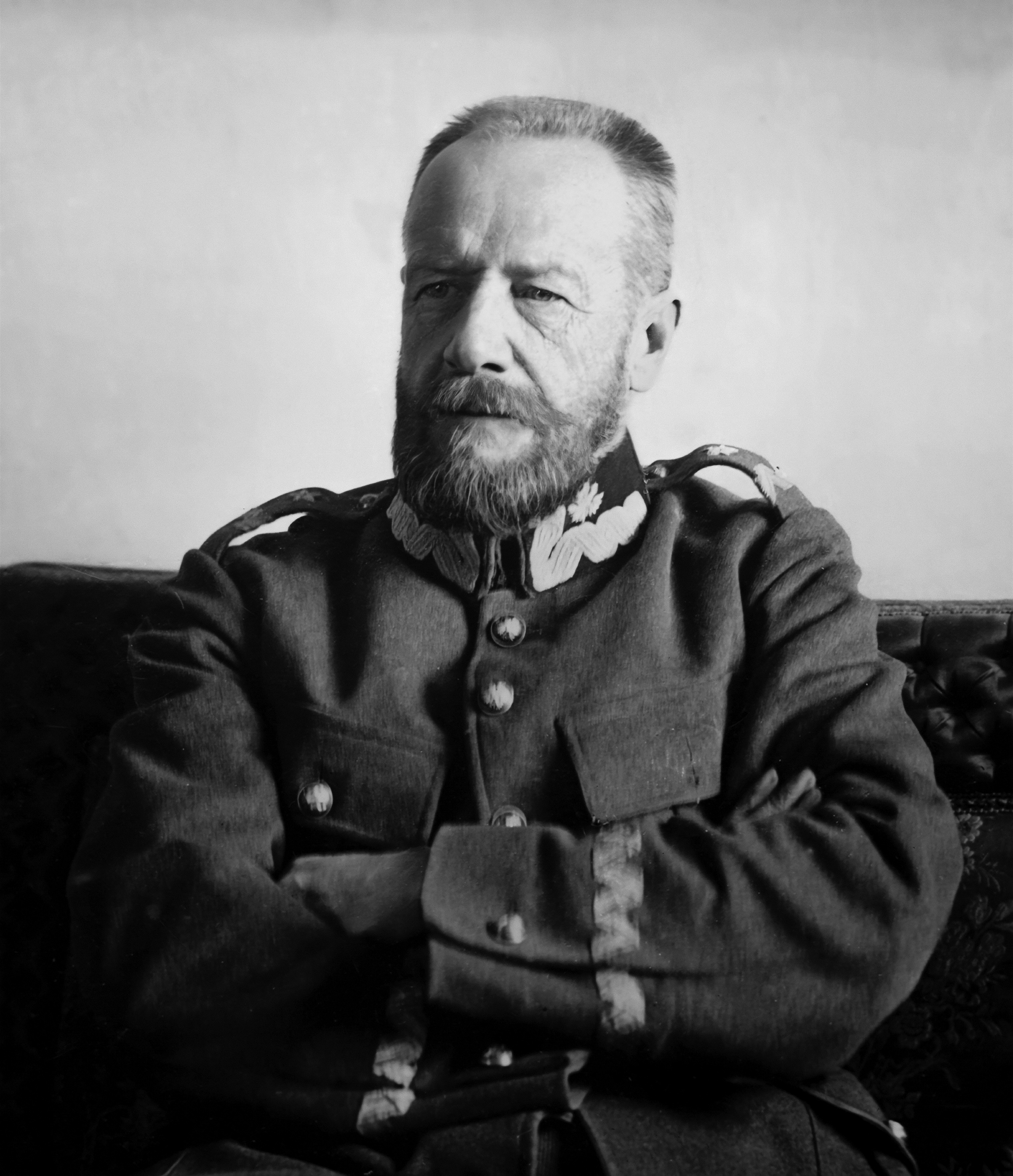
Gen. Lucjan Żeligowski – dowódca operacji zajęcia Wilna

Rankiem 7 października gen. L. Żeligowski zarządził odprawę oficerów, na której oficjalnie podał wiadomość o „zbuntowaniu się” (mistyfikacja) wobec dowództwa wojsk polskich i o rozpoczęciu samowolnego marszu na Wilno.
Słowa generała wywołały duże wrażenie wśród oficerów, którzy nie brali udziału w naradzie dnia poprzedniego. Zrozumiałe jest to, że część z nich odmówiła zerwania kontaktów z dowództwem i wykonania polecenia „buntu”.
Marsz oddziałów gen. Lucjana Żeligowskiego na Wilno rozpoczął się o 6:00 rano 8 października. Trasa do przebycia miała długość około 50 km, a na drodze polskich wojsk stanęły oddziały litewskie. Były to 4, 7 i 9 pułki piechoty.
Żeligowski miał zdecydowaną przewagę. Pierwsza potyczka – na terenie Puszczy Rudnickiej – zakończyła się wycofaniem Litwinów. Poważniejsze starcie miało miejsce pod Jaszunami. Siły Żeligowskiego sforsowały rzekę Mereczankę.
9 października wojska ruszyły dalej. W Wilnie uaktywnili się polscy powstańcy. Opanowali Górę Zamkową i okolice Zielonego Mostu. Powstańcom udało się zająć dużą część miasta jeszcze przed wkroczeniem regularnych wojsk.
Wkraczające oddziały polskie spotkały się z entuzjastycznym przyjęciem miejscowej polskiej ludności.
12 października gen. Lucjan Żeligowski wydał dekret dotyczący organizacji władzy na Litwie. Obwołał w nim siebie Naczelnym Dowódcą Wojsk Litwy Środkowej, jako formacji zbrojnej niezależnego państwa. Jednocześnie zapowiedział utworzenie Tymczasowej Komisji Rządzącej. Utworzenie państwa Litwa Środkowa było stadium przejściowym przed zamierzonym przyłączeniem jej ziem do Rzeczypospolitej Polskiej. 20 lutego 1922 sejm wileński przegłosował przyłączenie miasta do Polski. Zadanie generała Lucjana Żeligowskiego w tym rejonie działań zostało zakończone. Operacja zakończyła się sukcesem.

## Wojsko Polskie pierwszych lat pokoju

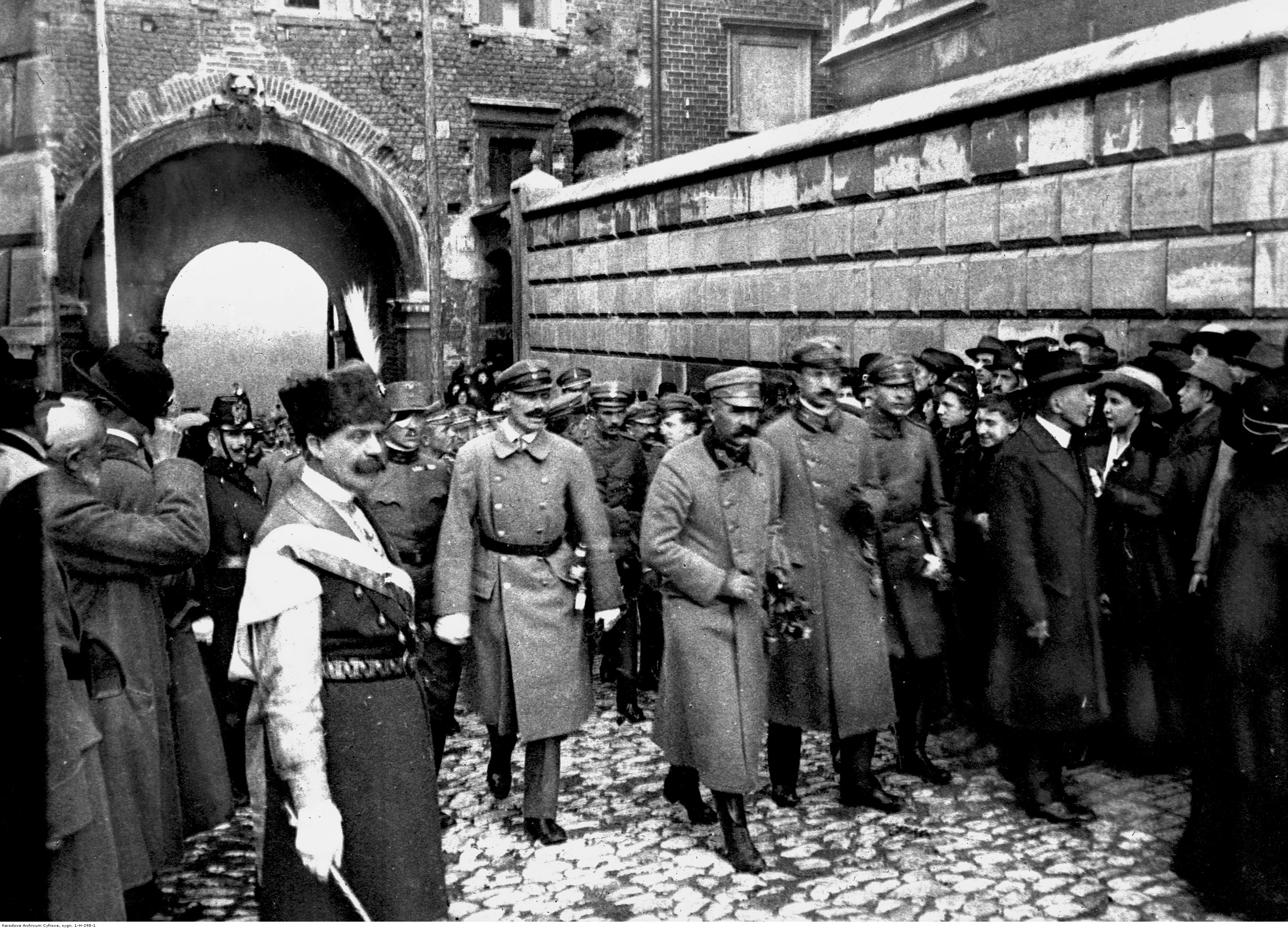
Święto Zjednoczenia Armii Polskiej – Józef Piłsudski na Wawelu, 10 października 1919

W latach 1921–1939 siły zbrojne Polski składały się z wojsk lądowych i Marynarki Wojennej. W skład wojska wchodziły bronie główne: piechota, jazda (od 1924 r. – kawaleria) i artyleria, bronie techniczne: saperzy, łączność oraz wojska samochodowe i bronie pancerne, bronie pomocnicze: żandarmeria i tabory. Ponadto w skład wojska wchodziło lotnictwo oraz jednostki organizacyjne KOP (od 1924 r.) i Obrony Narodowej (od 1937 r.).
Stan liczebny sił zbrojnych 31 lipca 1921 r. wynosił: 20 038 oficerów i urzędników wojskowych, 1583 chorążych, 248 835 szeregowych i 67 390 koni.
Odsetek żołnierzy narodowości polskiej w 1922 r. wynosił ok. 78%, po przeprowadzeniu poboru w Galicji Wschodniej rok później spadł poniżej 66%, choć zgodnie z założeniami władz Polacy mieli stanowić minimum ⅔ żołnierzy. Pomimo starań administracji, odsetek Polaków spadł w 1926 r. do 64%.
W 1927 roku aż 80% żołnierzy służących w Wojsku Polskim było pochodzenia chłopskiego, by spaść pod koniec lat trzydziestych do około 60%.

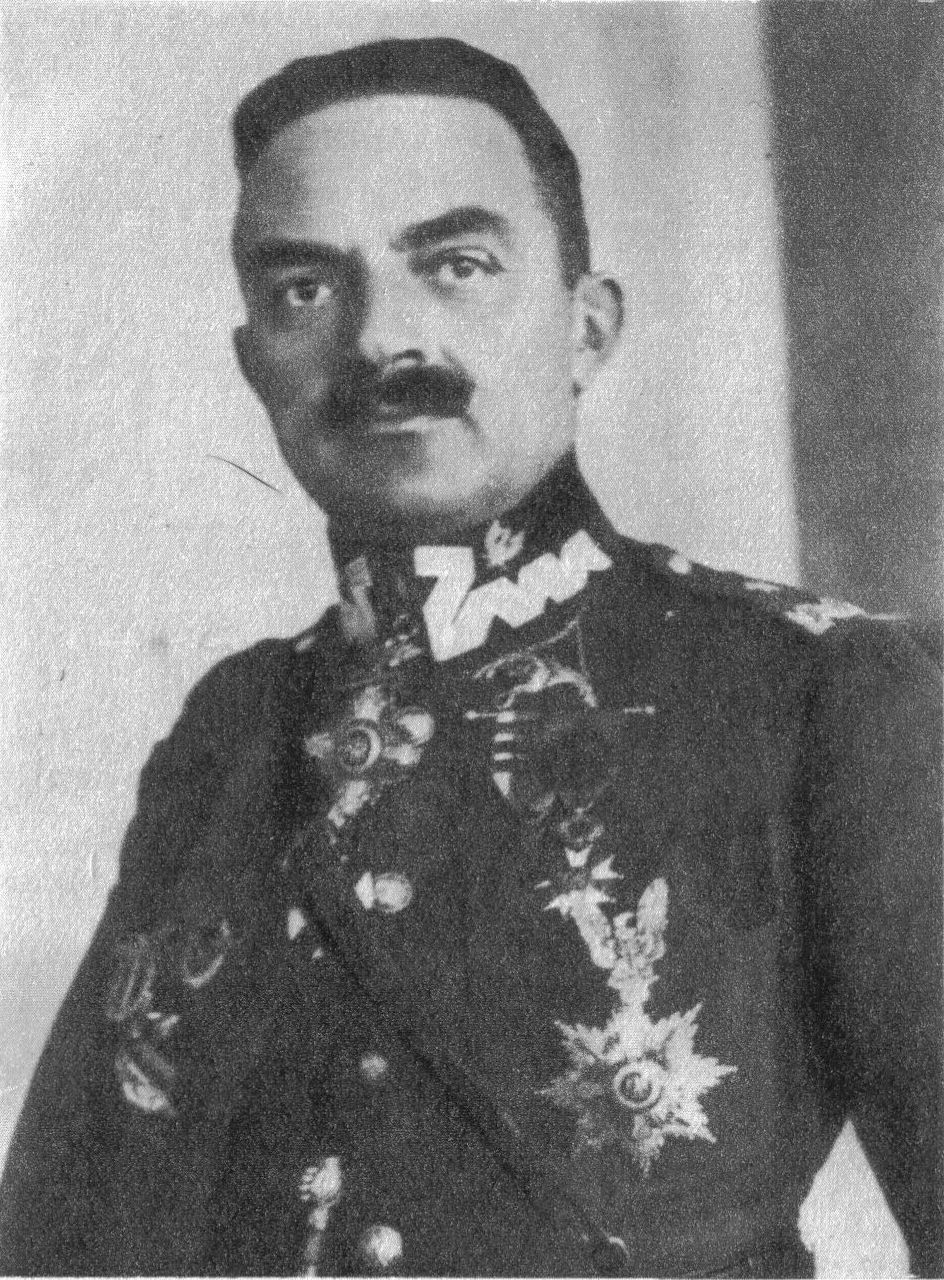
Po przewrocie majowym obóz piłsudczykowski odsunął od wojska wielu zdolnych oficerów. Jednym z nich był generał Włodzimierz Zagórski

W wojsku prowadzono politykę kadrową, która była ostro krytykowana przez przedstawicieli mniejszości żydowskiej. Żołnierze pochodzenia żydowskiego traktowani byli jako żołnierze drugiej kategorii lub wręcz z góry byli podejrzewani o nielojalność wobec Polski. Usuwano Żydów z całych formacji, zwłaszcza z marynarki wojennej, lotnictwa i łączności. Jeszcze podczas wojny polsko-bolszewickiej utworzono obóz w Jabłonnie, w którym internowano około tysiąca żołnierzy i oficerów żydowskiego pochodzenia (decyzja o jego utworzeniu została wydana 16 sierpnia 1920, obóz działał do 9 września 1920; jego powstanie wywołało skandal międzynarodowy, z którego minister Sosnkowski musiał tłumaczyć się przed Sejmem i opinią publiczną).
W odpowiedziach na interpelacje poselskie Sosnkowski stwierdzał, że „Żydzi nie nadają się do poważniejszej pracy niż pisanie na maszynie”. W związku z uchwałą Sejmu z 17 czerwca 1919 r., według której oficerami mogli być tylko obywatele polscy narodowości polskiej, degradowano oficerów pochodzenia żydowskiego nawet awansowanych już w Polsce niepodległej.
23 marca 1923 roku Sztab Generalny WP wydał tajny rozkaz usunięcia wszystkich Żydów z wojskowych zakładów graficznych.

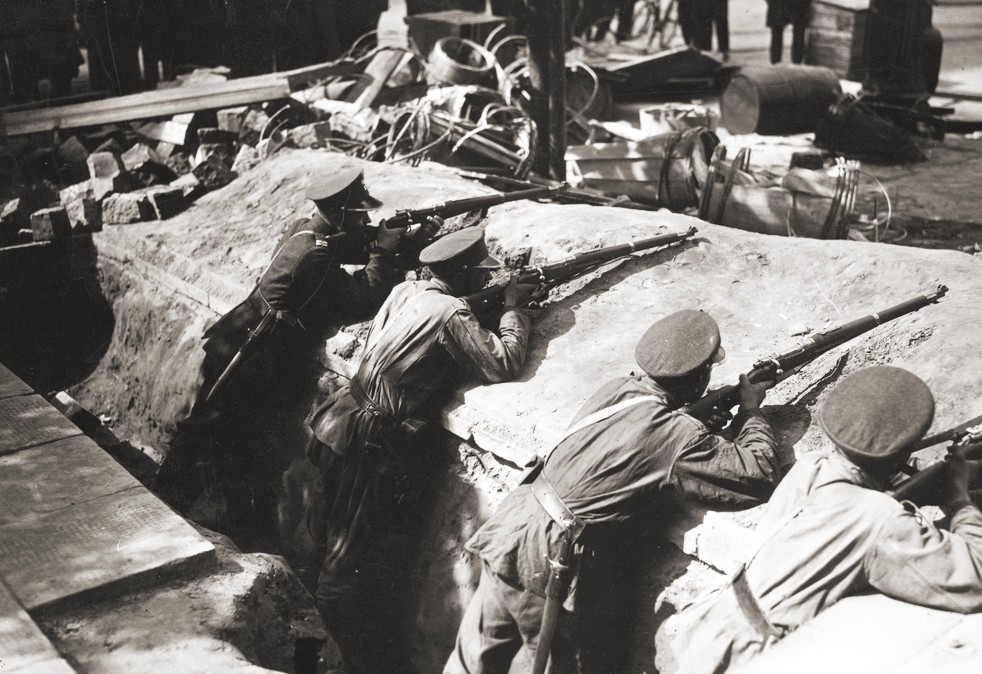
Walki na ulicach Warszawy w 1926 roku

Od końca lat dwudziestych osób pochodzenia żydowskiego nie rekrutowano do lotnictwa, marynarki, łączności i broni pancernej oraz Korpusu Ochrony Pogranicza.
12–15 maja 1926 miał miejsce zbrojny zamach stanu w Polsce dokonany przez marszałka Józefa Piłsudskiego. Wojsko Polskie zostaje wewnętrznie rozdarte między dwa obozy, jeden sprzyjający legalnym władzom na czele z Prezydentem Stanisławem Wojciechowskim i drugi opowiadający się za Piłsudskim. W czasie bratobójczych walk zginęło po obu stronach konfliktu łącznie 379 osób (215 żołnierzy i 164 osoby cywilne), a około 1000 osób zostało rannych.
Po zwycięstwie obozu piłsudczykowskiego w Wojsku Polskim dochodzi do czystek kadrowych, od pełnienia funkcji odsuwa się wielu oficerów m.in. generałów Rozwadowskiego, Hallera, Zagórskiego, Sikorskiego. Do 1934 roku z czynnej służby zwolniono 6032 oficerów, wśród których było 109 generałów. Zdarzali się nawet tacy, którzy nie ukończyli jeszcze 50. roku życia, a i tak czekała ich przymusowa emerytura.

### Bronie i służby

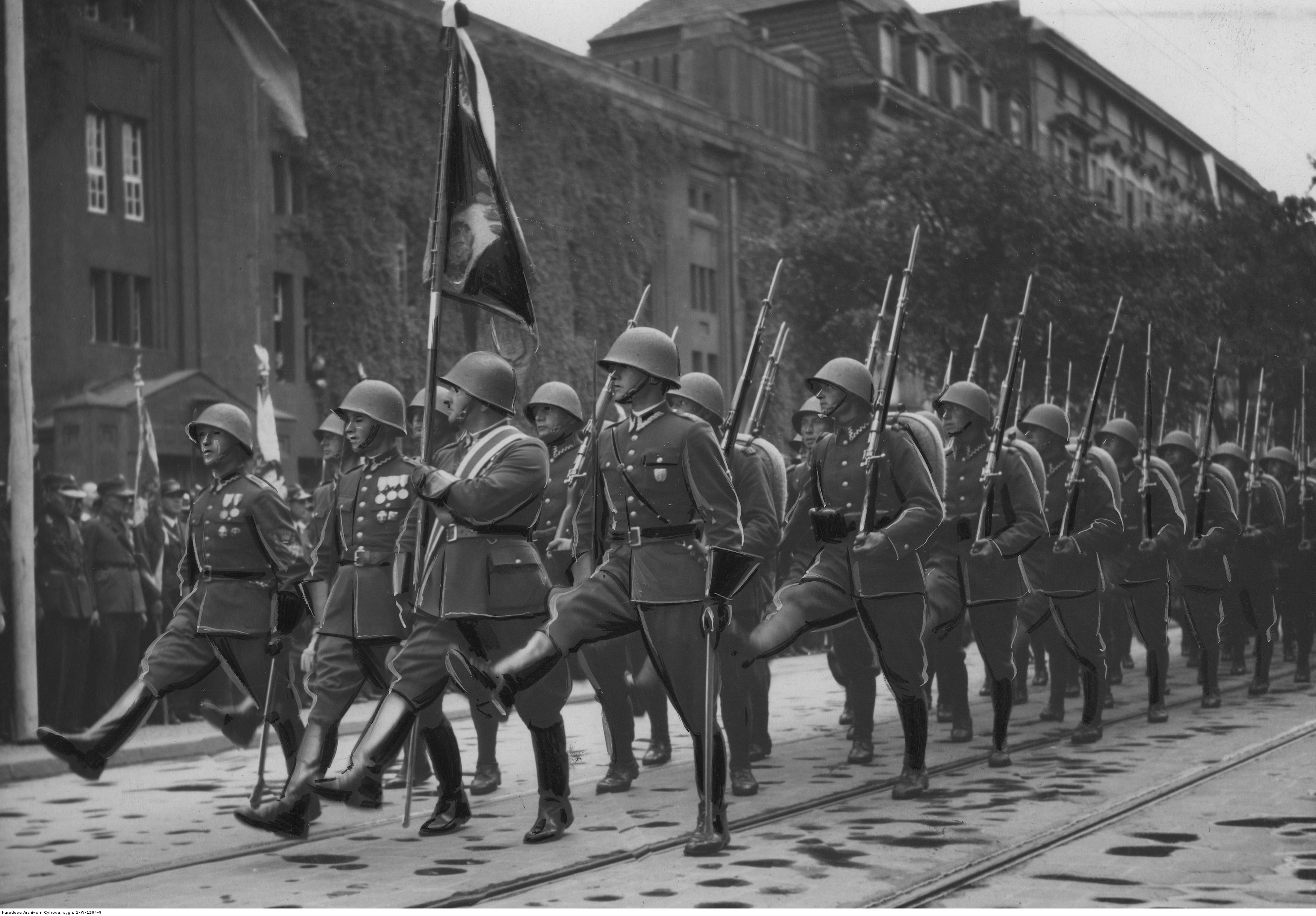
Maszeruje piechota WP w hełmach wz. 31, Katowice, lipiec 1938

Podstawowym rodzajem broni była piechota zorganizowana w 30 dywizji, w tym dwie dywizje górskie. Każda dywizja na stopie pokojowej liczyła 3 pułki piechoty i pułk artylerii polowej. Na stopie wojennej miała być wzmocniona pododdziałami innych broni oraz niezbędnymi służbami. Każdy z 84 pułków piechoty i 6 pułków strzelców podhalańskich składał się z trzech batalionów. Obowiązkowa służba wojskowa w piechocie trwała 18 miesięcy.

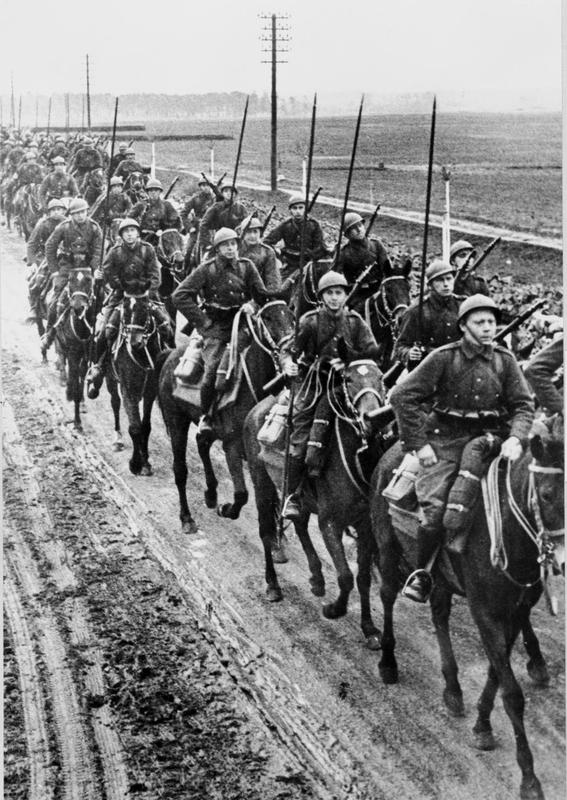
Kawaleria stanowiła dumę Wojska Polskiego, jednak jak pokazały walki z Niemcami z września 1939 roku nie mogła ona sprostać wymogom nowoczesnego pola walki, gdzie przyszło jej się mierzyć z wojskami pancernymi i piechotą zmotoryzowaną

Drugim rodzajem broni była jazda. Po zakończeniu działań wojennych, Polska posiadała 40 pułków jazdy, w tym: 27 pułków ułanów, 3 pułki szwoleżerów i 10 pułków strzelców konnych oraz 10 dywizjonów artylerii konnej. Pułki ułanów i szwoleżerów oraz dywizjony artylerii konnej zorganizowane zostały w dziesięć samodzielnych brygad jazdy. Pułki strzelców konnych podporządkowane były dowódcom okręgów korpusów. Każdy z nich składał się z trzech szwadronów kawalerii i szwadronu karabinów maszynowych. W czasie wojny każda z czynnych dywizji piechoty otrzymać miała jeden szwadron strzelców konnych z plutonem karabinów maszynowych. W 1924 r. jazda przemianowana została na kawalerię i zreorganizowana. Pułki strzelców przestały pełnić funkcję kawalerii dywizyjnej. Utworzone zostały 4 dywizje i 5 samodzielnych brygad kawalerii oraz trzy nowe dywizjony artylerii konnej. Każda z dywizji składała się z trzech dwupułkowych brygad kawalerii, dwóch dywizjonów artylerii konnej i trzech szwadronów (samochodów pancernych, łączności i pionierów). Samodzielne brygady kawalerii składały się z trzech pułków kawalerii, dywizjonu artylerii konnej i szwadronu pionierów, z wyjątkiem 5 SBK, która miała cztery pułki kawalerii i dodatkowo szwadron samochodów pancernych.

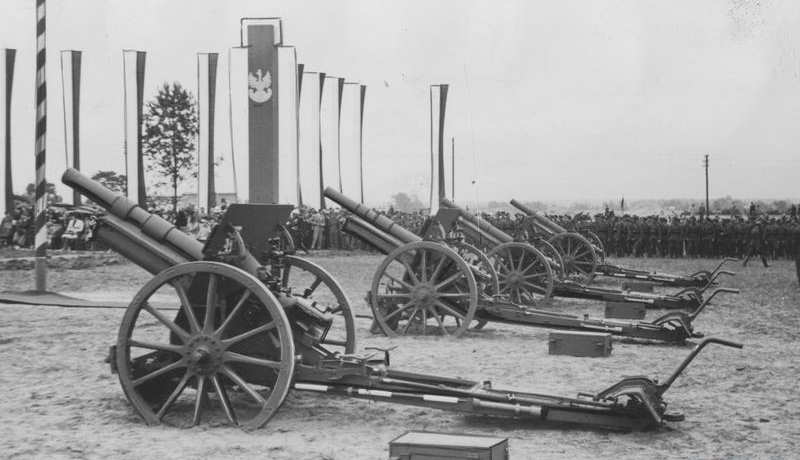
Uroczyste przekazanie Wojsku Polskiemu haubic 100 mm wz. 1914/19P wykonanych bezpłatnie jako dar pracowników Zakładów Południowych w Stalowej Woli. 3 maja 1939 roku

Ze względu na przeznaczenie, artyleria dzieliła się na artylerię organiczną wielkich jednostek piechoty i kawalerii (wspomniane wyżej pułki artylerii polowej i dywizjony artylerii konnej) oraz artylerię samodzielną liczącą dziesięć pułków artylerii ciężkiej, jeden pułk artylerii najcięższej, dwa pułki artylerii górskiej, a także jeden dywizjon artylerii zenitowej, jak ówcześnie nazywano artylerię przeciwlotniczą. W 1924 r. dywizjon zenitowy przeformowano w pułk artylerii przeciwlotniczej oraz utworzono 10 samodzielnych baterii przeciwlotniczych. Pod koniec 1925 r. zlikwidowano cztery baterie, a pozostałych sześć przeformowano w samodzielne dywizjony artylerii przeciwlotniczej. Ponadto istniały dwa pododdziały: kompanii artylerii pieszej i dywizjonu artylerii pomiarowej.

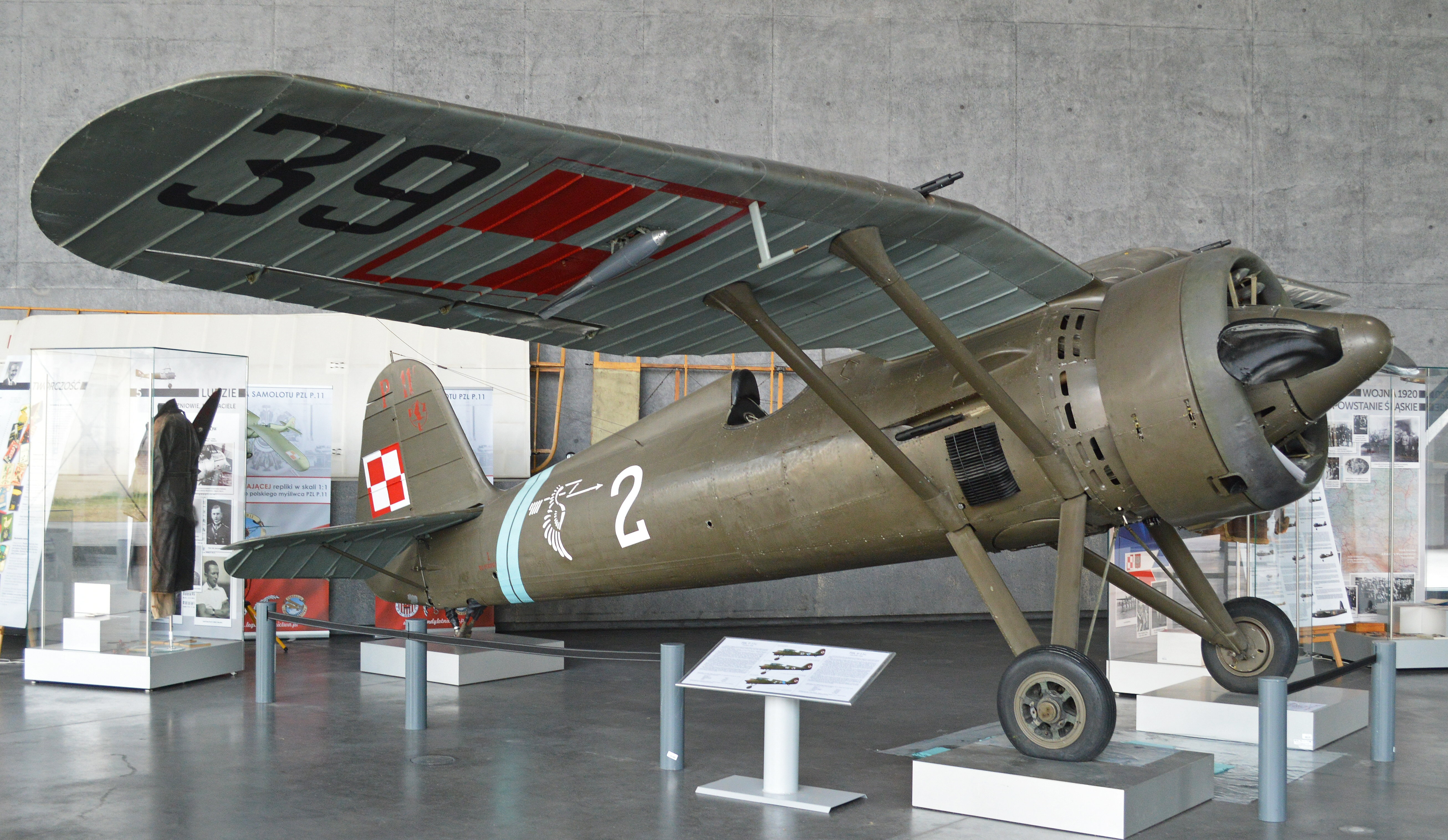
Samolot myśliwski PZL P.11, podstawowy samolot polskiego lotnictwa wojskowego we wrześniu 1939 roku

Lotnictwo wchodziło w skład wojsk lądowych. Podstawową formacją organizacyjno-administracyjną był pułk. W połowie lat dwudziestych Wojsko Polskie dysponowało 6 pułkami lotniczymi oraz dywizjonem lotnictwa morskiego. Pułki stacjonowały w Warszawie, Krakowie, Poznaniu, Toruniu, Lidzie i Lwowie, a dywizjon w Pucku.
Wojska saperskie przeznaczone były do prac komunikacyjnych, fortyfikacyjnych, do niszczenia umocnień oraz do działań minerskich. Występowały dwa rodzaje jednostek: saperskie – wyszkolone wszechstronnie i specjalne (mostowe, elektrotechniczne, reflektorowe, plutony min rzecznych i plutony żeglugi śródlądowej).
Wojska łączności dzieliły się na formacje ewidencyjne i nieewidencyjne. Oddziałami ewidencyjnymi były: pułki łączności, pułk radiotelegraficzny i samodzielne bataliony łączności. Do nieewidencyjnych zaliczano: Centralne Składy Łączności, Centralne Warsztaty Łączności, Centralną Stację Radiotelegraficzną, Obóz Szkolny Łączności oraz stacje telegraficzne i telefoniczne, obsługujące władze i instytucje wojskowe.

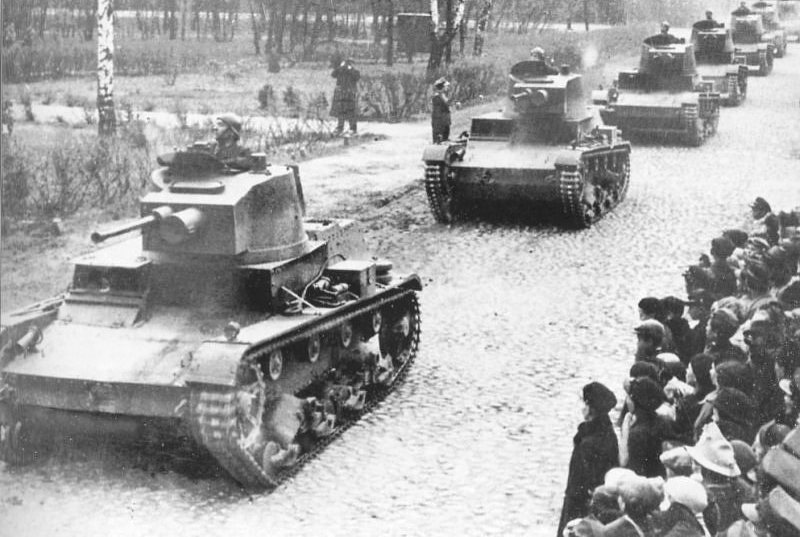
Czołgi 7TP, WP we wrześniu 1939 posiadało ich zaledwie 132/134 sztuki, do tego były rozproszone głównie w oddziałach piechoty, nie stanowiąc rzeczywistego zagrożenia dla jednostek pancernych Wehrmachtu

Bronie pancerne w połowie lat dwudziestych XX w. stanowiły: pułk czołgów, 5 dywizjonów samochodów pancernych i 2 dywizjony pociągów pancernych. Formacje pancerne były wyposażone w 114 czołgów i 10 pociągów pancernych.
W wojskach samochodowych istniało 10 dywizjonów samochodowych, po jednym w każdym okręgu korpusu.
Na uzbrojenie wojsk pancernych weszły także dwie polskie konstrukcje tankietka TKS oraz czołg 7 TP. 7TP był unowocześnioną modyfikacją czołgu angielskiego Vickers E. Armia polska użytkowała także zachodnie konstrukcje jak czołgi Vickers E oraz francuskie Renault R-35 i Hotchkiss H-35.
Żandarmeria była zaliczona do broni, jak ówcześnie określano rodzaj wojsk.

### Marynarka Wojenna

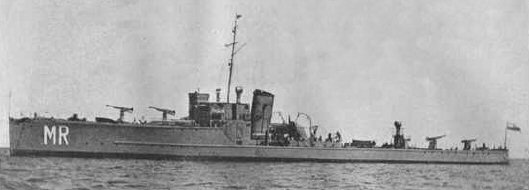
ORP "Mazur"

Do 1926 w jej skład wchodziły: 2 kanonierki („Komendant Piłsudski” i „Generał Haller”), 4 trałowce („Jaskółka”, „Mewa”, „Rybitwa” i „Czajka”), 5 torpedowców („Mazur”, „Krakowiak”, „Ślązak”, „Podhalanin” i „Kujawiak”), 4 monitory rzeczne („Warszawa”, „Toruń”, „Pińsk” i „Horodyszcze”) oraz 2 transportowce („Warta” i „Wilia”).
Przewidywano dalszy rozwój floty wojennej.

### Korpus Ochrony Pogranicza
Poważną siłę bojową stanowił Korpus Ochrony Pogranicza. Był formowany od jesieni 1924. Podlegał Ministerstwu Spraw Wewnętrznych oraz Ministerstwu Spraw Wojskowych. W 1926 składał się z 6 brygad ochrony granicy. Formacje korpusu, w których służyło około 16 000 żołnierzy pogranicza, były rozlokowane wzdłuż granic: radzieckiej, łotewskiej i litewskiej, a od 1939 także na rumuńskiej i północnej z Niemcami.

### Szkolnictwo wojskowe

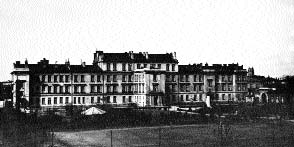
Budynek Wyższej Szkoły Wojennej, Warszawa

Istotnym składnikiem wartości bojowej wojska było wyszkolenie korpusu oficerów. Kandydatów na oficerów zawodowych szkoliły: Oficerska Szkoła Piechoty, Oficerska Szkoła Kawalerii, Oficerska Szkoła Artylerii, Oficerska Szkoła Lotnictwa i Oficerska Szkoła Inżynierii. W sierpniu 1928 wszystkie te szkoły zostały przemianowane na szkoły podchorążych. Podoficerowie mogli uzyskać stopień oficerski w Szkole Podchorążych dla Podoficerów. Szeregowych z cenzusem (absolwenci szkół średnich i wyższych) przygotowywano na oficerów w szkołach podchorążych rezerwy różnych rodzajów wojsk i służb.
Kursy doskonalenia oficerów były organizowane przez Doświadczalne Centrum Wyszkolenia. Powoływano na nie kapitanów przed awansem na stopień majora. Kursy doskonalenia oficerów prowadziły również: Oficerska Szkoła Lotnictwa i Oficerska Szkoła Inżynierii.
Oficerów sztabowych kształciły: Wyższa Szkoła Wojenna i Wyższa Szkoła Intendentury, a także kursy Centrum Wyższych Studiów Wojskowych. Doskonalenie oficerów z wyższym wykształceniem wojskowym odbywało się też na francuskich wyższych uczelniach wojskowych.
Oficerów i instruktorów Marynarki Wojennej szkolono w Oficerskiej Szkole Marynarki Wojennej w Toruniu oraz w Szkole Specjalistów Marynarki w Świeciu.

## Pod władzą Ministra Spraw Wojskowych Józefa Piłsudskiego

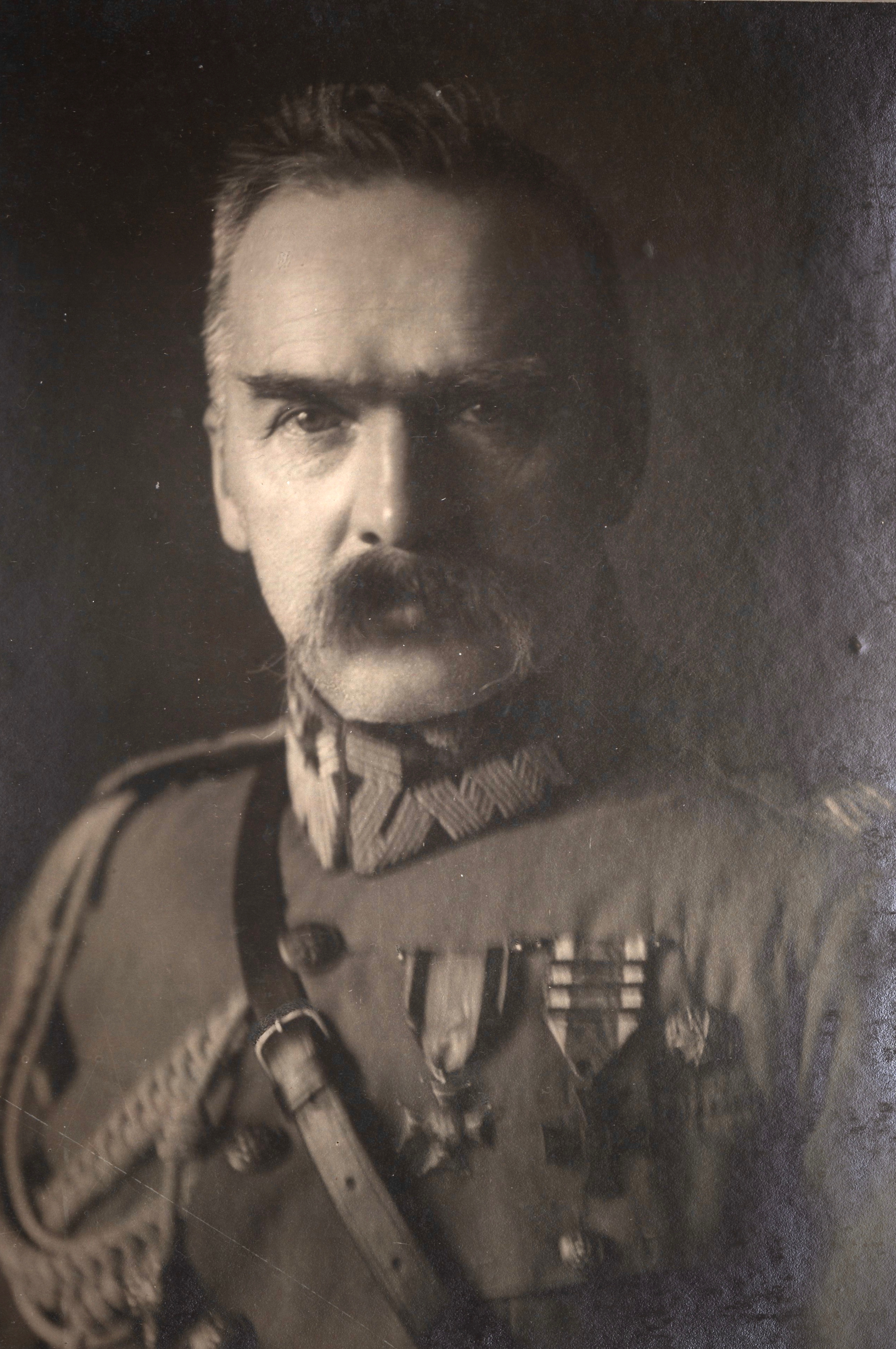
Józef Piłsudski

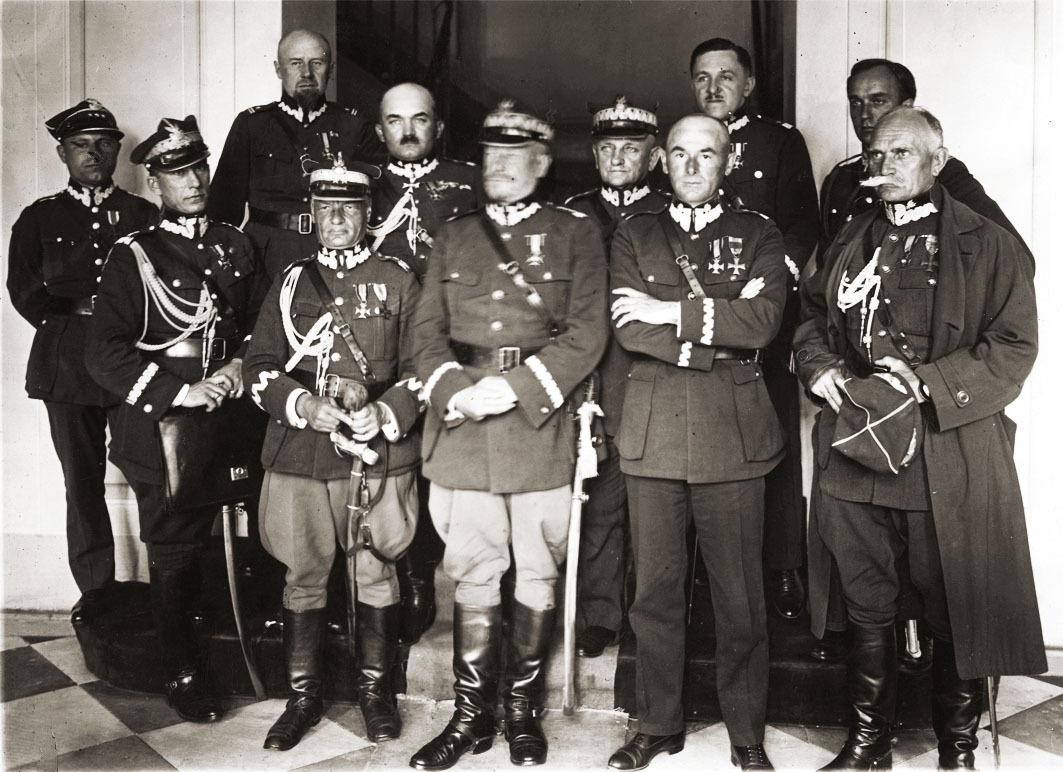
Konferencja inspektorów armii w Warszawie, początek 1926. Pierwszy rząd od lewej: gen. Mieczysław Norwid-Neugebauer, gen. Jan Romer, gen. Lucjan Żeligowski, gen. Edward Rydz ps. Śmigły, gen. Aleksander Osiński. Drugi rząd od lewej: NN, mjr Aleksander Prystor, gen. Józef Rybak, gen. Leonard Skierski, gen. Tadeusz Piskor, płk Tadeusz Kasprzycki

W wyniku przewrotu wojskowego Minister Spraw Wojskowych Józef Piłsudski przejął władzę w państwie. W nowym, utworzonym przez Kazimierza Bartla rządzie, objął on urząd Ministra Spraw Wojskowych.
Czynnikiem umacniającym władzę Ministra Spr. Wojsk. były również wprowadzone przez niego zmiany w korpusie oficerskim. W 1921 na 145 generałów, którzy służyli w Wojsku Polskim, 12 wywodziło się z Legionów Polskich. W 1928 na 81 czynnych generałów już było 44 byłych legionistów. Objęli oni przy tym najważniejsze stanowiska dowódcze. Taka polityka kadrowa przyniosła w przyszłości fatalne skutki.

### Reorganizacja naczelnych władz wojskowych
J. Piłsudski przeprowadził gruntowną reorganizację naczelnych władz wojskowych. Rozwiązano Ścisłą Radę Wojenną i zlikwidowano jej Biuro działające w ramach Sztabu Generalnego WP. Dekretem Prezydenta Polski z 6 sierpnia 1926 został utworzony Generalny Inspektorat Sił Zbrojnych (GISZ). Na jego czele stanął Generalny Inspektor, przewidziany w razie wojny na stanowisko Naczelnego Wodza.
Wraz z utworzeniem Generalnego Inspektoratu ukształtował się dwutorowy system dowodzenia wojska: pokojowy – sprawowany przez Ministerstwo Spraw Wojskowych i wojenny – realizowany przez GISZ.
Zmniejszono także kompetencje dowódców okręgów korpusów. Ich sztaby sprowadzone zostały do roli terytorialnego ogniwa administracji wojskowej. Przestały one pełnić funkcje organów wojennego systemu dowodzenia.

#### Generalny Inspektorat Sił Zbrojnych
Generalny Inspektor formalnie podlegał Ministrowi Spraw Wojskowych. Kierował on przygotowaniami do wojny i miał nieograniczone prawo zgłaszania wszelkiego rodzaju postulatów. W rzeczywistości był on zwierzchnikiem ministra, a w swoich kompetencjach miał możliwość wydawania mu wiążących poleceń.
W skład GISZ powołano też inspektorów. Byli to generałowie przewidziani w razie wojny na stanowiska dowódców poszczególnych armii. Do ich zadań w okresie pokoju należały inspekcja i szkolenie operacyjne przydzielonych im wielkich jednostek.

#### Sztab Główny
Generalnemu Inspektorowi podporządkowany został Sztab Generalny WP. W 1928 przemianowano go na Sztab Główny i zreorganizowano. Nastąpiło ograniczenie jego roli do funkcji organu wykonawczego w zakresie realizacji zadań związanych z przygotowaniami do wojny.
W jego skład wchodziły oddziały: I Organizacyjno-Mobilizacyjny, II Wywiadowczy, III Szkoleniowo-Operacyjny, IV Kwatermistrzowski, a także Szefostwo Komunikacji Wojskowej, Inspektorat Saperów, Sztab Lotnictwa, Instytut Geograficzny i Samodzielny Referat Personalny.

### Zmiany w broniach i służbach
Nastąpiły również częściowe zmiany w strukturze organizacyjnej wojska. Zostały zlikwidowane trzy spośród czterech istniejących dywizji kawalerii. Wzrosła natomiast liczba samodzielnych brygad kawalerii (z 5 do 12).
W broniach pancernych od 1931 w Wojsku Polskim istniały 3 pułki pancerne (w Poznaniu, Żurawicy i Modlinie), dywizjon pancerny (w Brześciu nad Bugiem), 10 dywizjonów samochodowych i 2 dywizjony pociągów pancernych (w Jabłonnie koło Warszawy i w Krakowie). W 1933 nastąpiło połączenie oddziałów czołgów z oddziałami samochodowymi w 6 samodzielnych batalionów pancernych.
W końcu lat dwudziestych XX w. zreorganizowano wojska inżynieryjne. Z istniejących poprzednio 10 pułków saperskich pozostawiono 8 batalionów, a pułki saperów kolejowych zmniejszono do szczebla batalionu. Bataliony te połączono w 4, a w 1934 w 3 brygady, obejmujące łącznie 13 batalionów.

## Wojsko Polskie w latach 1936–1939

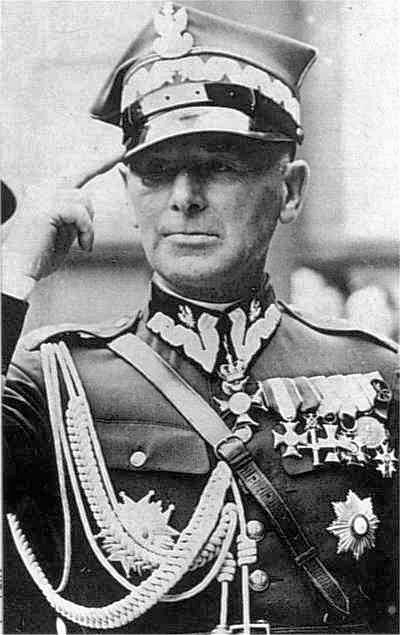
Edward Rydz ps. Śmigły

Po śmierci Józefa Piłsudskiego w naczelnych organach WP nastąpiły poważne zmiany personalne. Stanowisko Generalnego Inspektora Sił Zbrojnych objął gen. Edward Rydz ps. Śmigły. Ministrem Spraw Wojskowych został gen. Tadeusz Kasprzycki. Nastąpiły również przesunięcia w GISZ. W jego skład weszli m.in. Tadeusz Kutrzeba i Władysław Bortnowski. Szefem Sztabu Głównego Wojska Polskiego mianowano gen. Wacława Stachiewicza.
Nowe kierownictwo dążyło do uporządkowania podstawowych dziedzin życia wojskowego, a przede wszystkim do unowocześnienia jego dotychczasowej struktury oraz do wyposażenia wojska w nowoczesny sprzęt. Zamierzenia w dziedzinie modernizacji wojska były poważne. Szczególną inicjatywę w tym kierunku przejawiał Sztab Główny, który uzyskał większe niż poprzednio uprawnienia.
1 września 1938 roku weszła w życie Ustawa o powszechnym obowiązku wojskowym z dnia 9 kwietnia 1938 roku, która sankcjonowała podział Sił Zbrojnych na: Wojsko (wojska lądowe) i Marynarkę Wojenną. Wojsko składało się z jednostek organizacyjnych wojska stałego i jednostek organizacyjnych Obrony Narodowej, a także jednostek organizacyjnych Korpusu Ochrony Pogranicza.

### Plan modernizacji i rozbudowy wojska

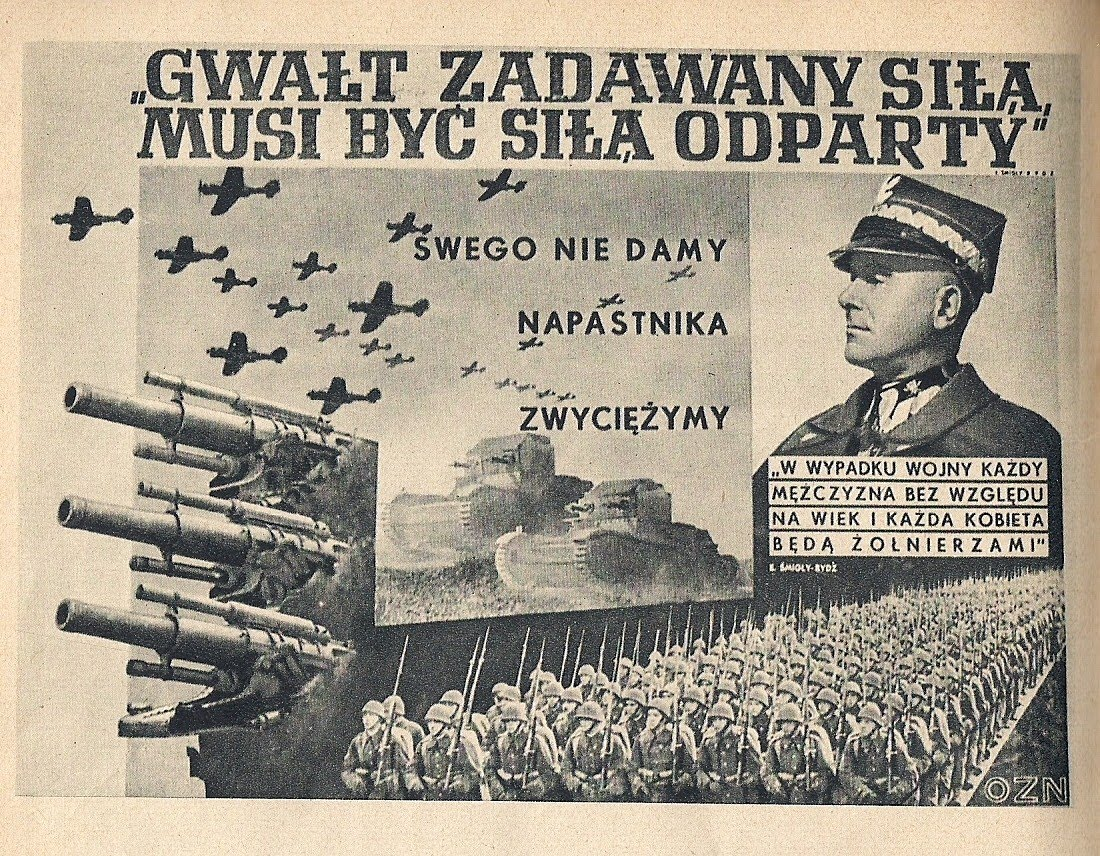
Plakat propagandowy z 1939 roku

Latem 1936 rozpoczęto prace nad planem unowocześnienia Wojska Polskiego, o wiele za późno. Powstał sześcioletni plan modernizacji i rozbudowy wojska. Założenia planu zmierzały w kierunku wzmocnienia siły ogniowej podstawowych rodzajów broni: piechoty i kawalerii. Przewidywał on zwiększenie w poszczególnych dywizjach piechoty liczby ręcznych i ciężkich karabinów maszynowych, granatników, karabinów przeciwpancernych i dział polowych do poziomu przodujących wojsk europejskich.

### Rozwój Marynarki Wojennej
W okresie, gdy przystąpiono do realizacji planu modernizacji i rozbudowy wojska, Marynarka Wojenna miała już dość znaczny potencjał bojowy. Składały się nań: dywizjon kontrtorpedowców („Wicher” i „Burza”), dywizjon okrętów podwodnych („Wilk”, „Ryś”, „Żbik” oraz torpedowiec „Kujawiak” i okręt pomocniczy „Sławomir Czerwiński”), dywizjon minowców (kanonierki: „Komendant Piłsudski” i „Generał Haller” oraz trałowce: „Jaskółka”, „Mewa”, „Czajka” i „Rybitwa”), zespół okrętów wydzielonych (okręty pomocnicze: „Wilia”, „Iskra” i „Pomorzanin”).
Centrum Wyszkolenia Specjalistów Floty posiadało 5 okrętów (okręt pomocniczy „Bałtyk” i torpedowce: „Mazur”, „Ślązak”, „Krakowiak” i „Podhalanin”).
Dowództwu Floty podlegały ponadto: morski dywizjon lotniczy (25 wodnopłatowców), morski batalion strzelców, morski dywizjon artylerii przeciwlotniczej (8 dział 75 mm).

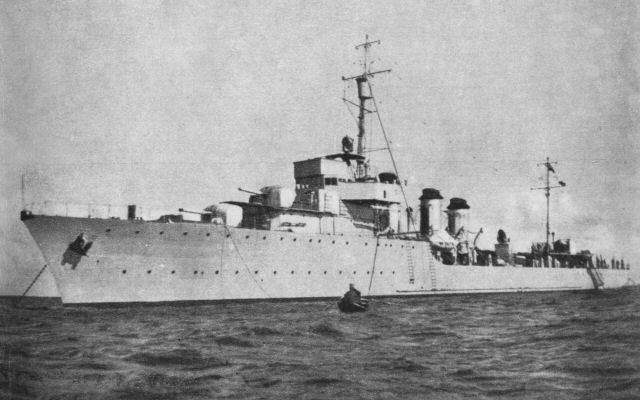
ORP „Wicher”

W skład Rejonu Umocnionego Hel wchodziły m.in.: dywizjon artylerii przeciwlotniczej (6 dział 75 mm) i dywizjon artylerii nadbrzeżnej (4 działa 152 mm i 6 dział 100–105 mm).
Flota wojenna dysponowała ponadto kompanią łączności i oddziałem minowym (okręt pomocniczy „Smok” i 3 krypy minowe).
Rozbudowano też flotyllę rzeczną w Pińsku (2 monitory rzeczne, 2 kanonierki, 5 uzbrojonych statków rzecznych i 3 uzbrojone kutry rzeczne).
W stoczniach zachodnich budowane były 2 nowoczesne niszczyciele („Grom” i „Błyskawica”), 2 okręty podwodne („Sęp” i „Orzeł”) oraz stawiacz min („Gryf”). W wyniku realizacji planu rozbudowy sił morskich, miały się one składać z 6 niszczycieli, 8 okrętów podwodnych, jednego stawiacza min, 8 trałowców, 3 ścigaczy oraz ww. okrętów wojennych i pomocniczych.

### Wojsko w marcu 1939

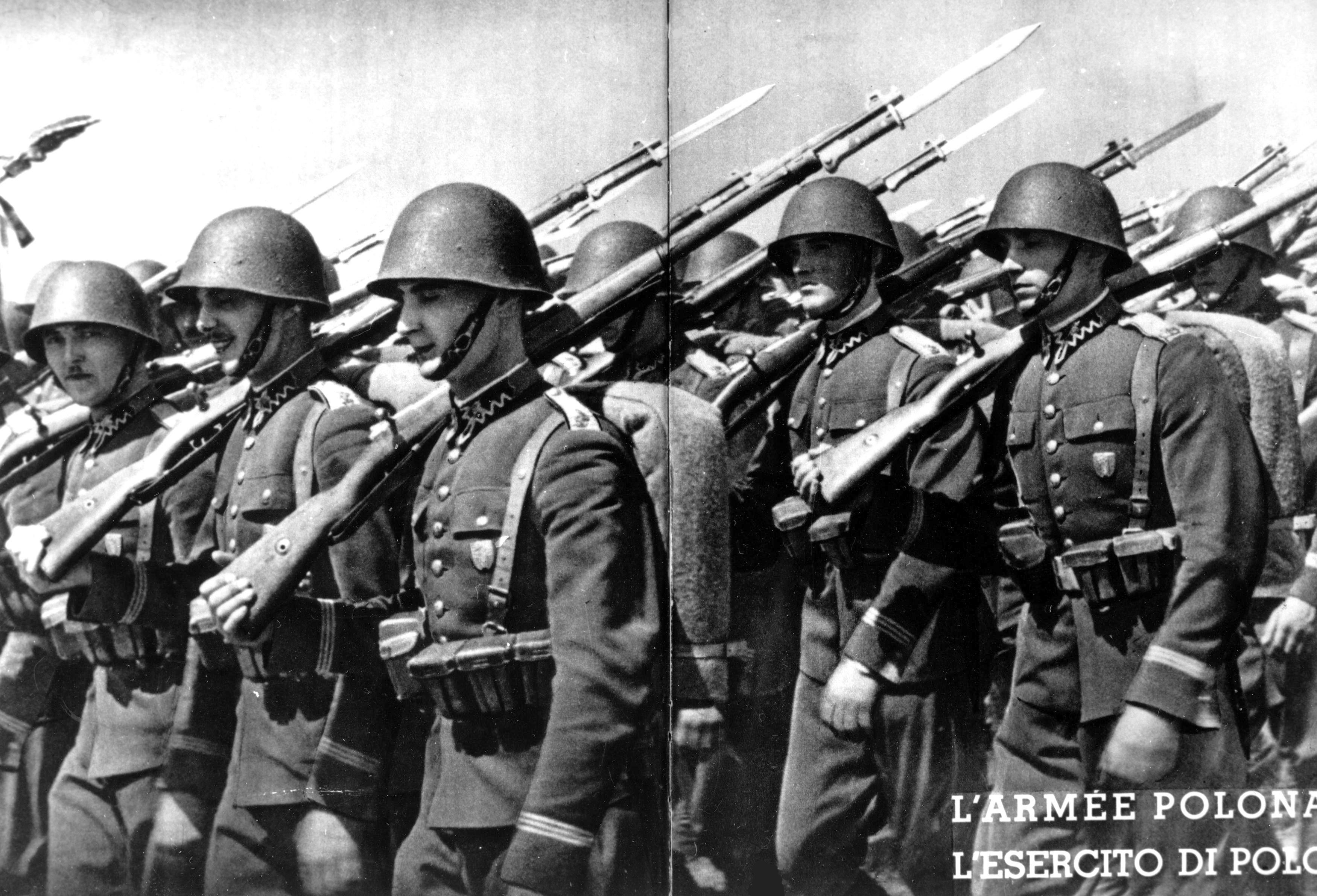
Piechota polska w marszu

Wiosną 1939, gdy w stosunkach niemiecko-polskich rozpoczął się czas końcowych przygotowań wojennych, w skład wojska wchodziły następujące jednostki organizacyjne wojska stałego, Obrony Narodowej i KOP:
- 30 dywizji piechoty (90 pułków piechoty, 30 pułków artylerii lekkiej, 7 dywizjonów artylerii ciężkiej, w tym 4 w trakcie formowania, 12 ośrodków sapersko-pionierskich i 30 kompanii łączności);
- 6 brygad i 5 półbrygad Obrony Narodowej (38 batalionów ON);
- 11 brygad kawalerii (38 pułków kawalerii, 11 dywizjonów artylerii konnej, 11 szwadronów pionierów i 11 szwadronów łączności);
- jeden pułk artylerii najcięższej, 10 pułków artylerii ciężkiej, 2 pułki artylerii lekkiej, w tym jeden motorowy, jeden dywizjon pomiarów artylerii, 2 dywizjony artylerii lekkiej;
- jeden pułk i 9 dywizjonów artylerii przeciwlotniczej;
- jedna brygada pancerno-motorowa (2 pułki zmotoryzowane, dywizjon przeciwpancerny, dywizjon rozpoznawczy), 10 batalionów pancernych, kadra jednego batalionu pancernego, 2 dywizjony pociągów pancernych;
- jeden pułk saperów, 7 batalionów saperów, jeden batalion mostowy, jeden batalion silnikowy, jeden batalion elektrotechniczny i 2 bataliony mostów kolejowych;
- jeden pułk radiotelegraficzny, 3 bataliony telegraficzne i 4 kadry batalionów telegraficznych;
- 10 dywizjonów żandarmerii oraz 2 dywizjony taborów i 8 kadr dywizjonów taborów;
- 6 pułków lotniczych[i] (4 eskadry bombowe, jedna eskadra bombowa ćwiczebna, 15 eskadr myśliwskich, 18 eskadr towarzyszących, 17 eskadr liniowych) i 2 bataliony balonowe.

1 marca 1939 r. Wojsko i Marynarka Wojenna (bez Korpusu Ochrony Pogranicza) liczyły 282 877 żołnierzy, w tym 17 561 oficerów zawodowych i 368 oficerów rezerwy powołanych na ćwiczenia, oraz 43 384 podoficerów zawodowych.

## Wojna obronna Polski we wrześniu 1939

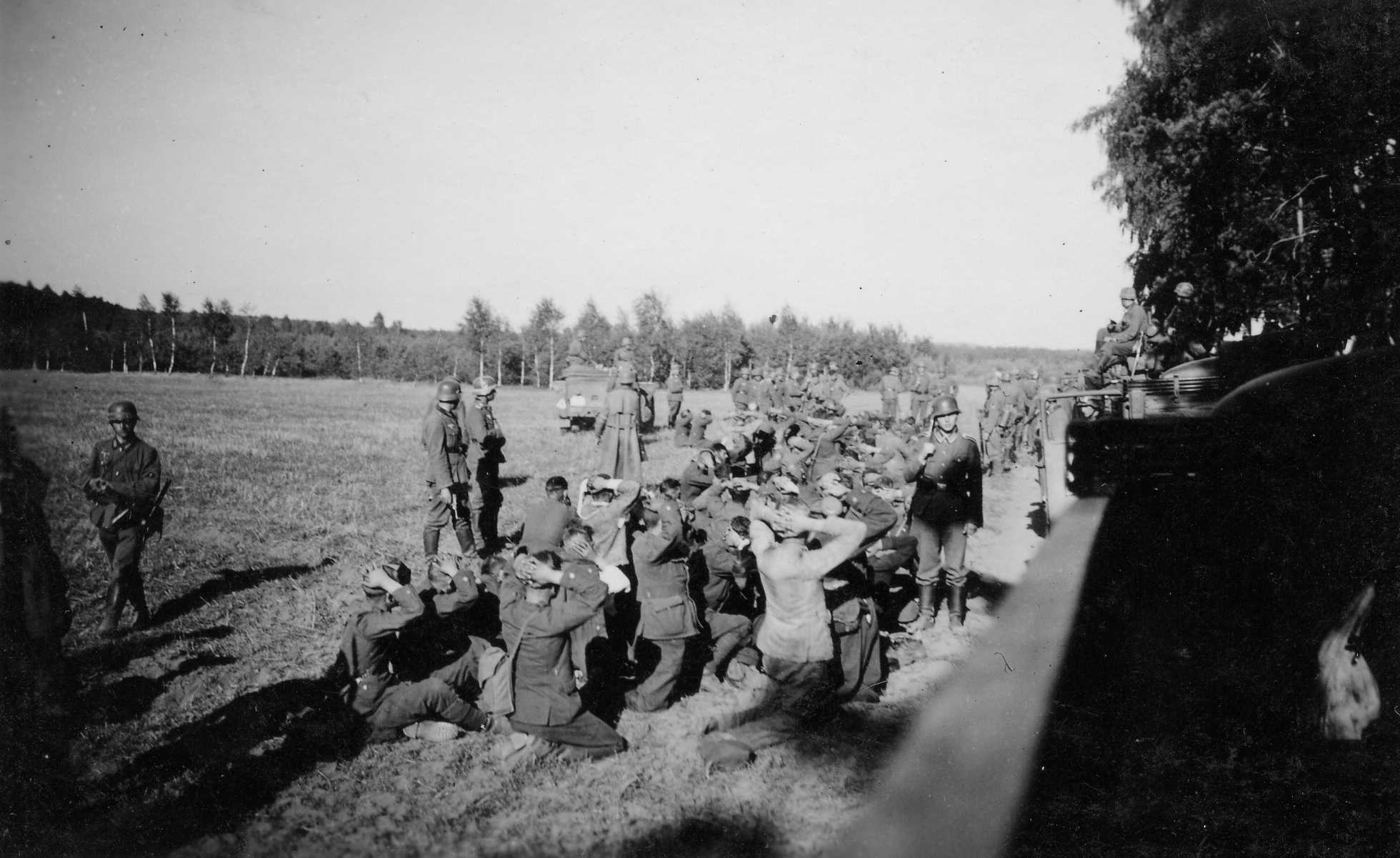
Polscy jeńcy schwytani przez Niemców w czasie bitwy w Borach Tucholskich

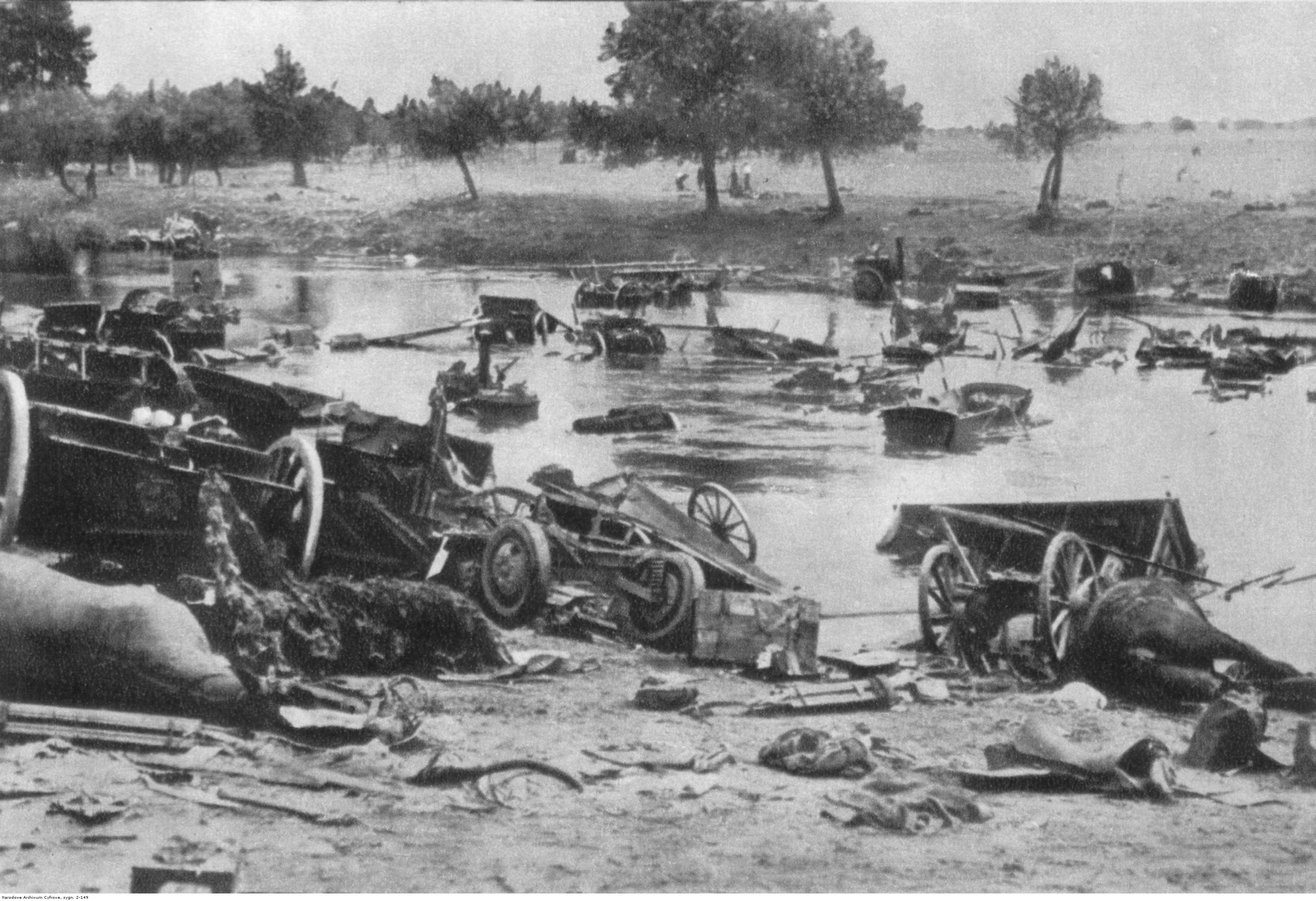
Porzucony polski sprzęt wojskowy po bitwie nad Bzurą

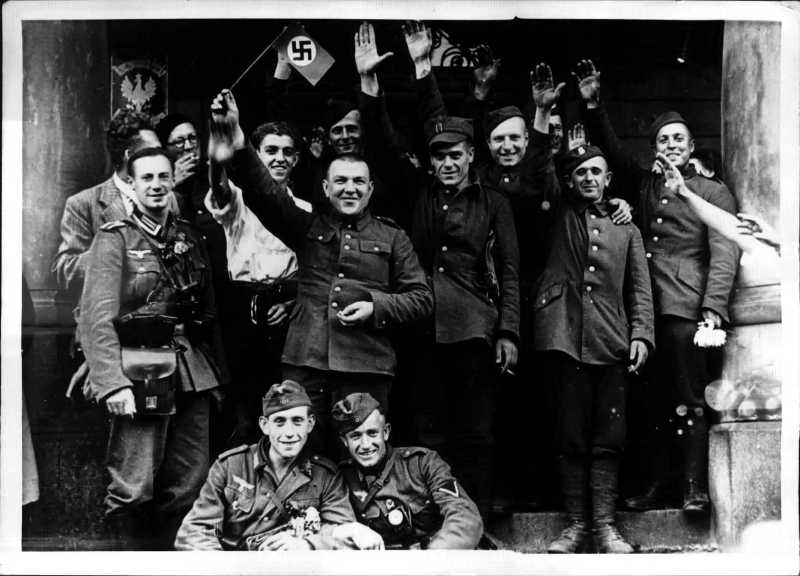
Przedstawiciele mniejszości w polskich mundurach wzięci do niewoli niemieckiej we wrześniu 1939 r. pozują do zdjęcia z pozdrowieniem hitlerowskim

## Mniejszości narodowe w Wojsku Polskim

### Białorusini i Ukraińcy
W okresie międzywojennym mniejszości narodowe podlegały poborowi. W ten sposób w wojsku co roku służyło kilka tysięcy Białorusinów oraz 20 tysięcy Ukraińców (11% całkowitego stanu osobowego armii). Służbę odbywali głównie w dywizjach piechoty i kawalerii, rzadziej w innych oddziałach. Jako element obcy, częstokroć wrogo do państwowości polskiej usposobiony, byli traktowani jako żołnierze drugiej kategorii. Nie mogli liczyć na awanse, nawet na podoficera (do pułkowych szkół podoficerskich przyjmowano wyłącznie polskich kandydatów), a tym bardziej na oficera. Istniał również zakaz ich służby w jednostkach KOP.
Po niemieckiej inwazji zmobilizowano około 70 tysięcy Białorusinów  oraz od 100 do 150 tysięcy Ukraińców. Wśród Ukraińców straty wyniosły 8 tysięcy zabitych, 15 tysięcy rannych, 60 tysięcy trafiło do niemieckiej niewoli, a 20 tysięcy do radzieckiej, gdzie czekał ich los polskich kolegów.

### Żydzi
W 1939 roku w armii polskiej około 10% żołnierzy stanowili Żydzi, co przekładało się na około 100 tysięcy osób. W obronie kraju straciło życie około 7 tysięcy żołnierzy, w tym 100 oficerów. Po zakończeniu walk około 20 tysięcy zostało wziętych do niewoli przez Sowietów, z czego około 150 oficerów zostało zamordowanych w 1940 roku w Katyniu, Charkowie i Miednoje. Jeszcze większa liczba, szacowana na 60 tysięcy, trafiła do niemieckich obozów jenieckich, gdzie przetrzymywano ich do 1940 roku. Z tej grupy około 300 oficerów przeżyło i znalazło się w oflagach.

## Święta
Po odzyskaniu przez Polskę niepodległości, w latach 1919–1923, nieformalnym świętem Wojska Polskiego był dzień 6 sierpnia – na pamiątkę wyruszenia do walki w 1914 roku Pierwszej Kompanii Kadrowej pod dowództwem komendanta Józefa Piłsudskiego. Rocznicę tę szybko przyćmiły jednak wydarzenia ze zwycięskiej wojny polsko-bolszewickiej. Dlatego też 4 sierpnia 1923 roku rozkazem nr 126 Ministra Spraw Wojskowych gen. Stanisława Szeptyckiego ustanowiono Święto Żołnierza, przypadające 15 sierpnia. Dzień ten wybrano dla upamiętnienia rozpoczęcia kontrofensywy sił polskich podczas Bitwy Warszawskiej w 1920 roku, w wyniku której rozgromiono wojska rosyjskiego Frontu Zachodniego dowodzonego przez Michaiła Tuchaczewskiego. W rozkazie ustanawiającym święto gen. Szeptycki napisał:

W dniu tym wojsko i społeczeństwo czci chwałę oręża polskiego, której uosobieniem i wyrazem jest żołnierz. W rocznicę wiekopomnego rozgromienia nawały bolszewickiej pod Warszawą święci się pamięć poległych w walkach z wiekowym wrogiem o całość i niepodległość Polski.